# Liste der Baudenkmäler in Nideggen
Die Liste der Baudenkmäler in Nideggen enthält die denkmalgeschützten Bauwerke auf dem Gebiet der Stadt Nideggen im Kreis Düren in Nordrhein-Westfalen (Stand: Juni 2021). Diese Baudenkmäler sind in der Denkmalliste der Stadt Nideggen eingetragen; Grundlage für die Aufnahme ist das Denkmalschutzgesetz Nordrhein-Westfalen (DSchG NRW).

| Bild                                | Bezeichnung                            | Lage                                                       | Beschreibung | Bauzeit                 | Eingetragen seit | Denkmal- nummer |
| ----------------------------------- | -------------------------------------- | ---------------------------------------------------------- | --- | ----------------------- | ---------------- | --------------- |
| Wohnhaus Haus Lüppenau              | Wohnhaus Haus Lüppenau                 | Abenden Auf dem Bühl 8 Karte                               | Es handelt sich um ein Wohnhaus einer Hofanlage aus dem 18. Jahrhundert aus Bruchstein und Fachwerk. Breitbau, eine Traufseite zu 4 Fensterachsen, Erdgeschoss Sandstein, Obergeschoss Fachwerk, Haustür in der Fassadenmitte, Krüppelwalmdach, Giebelfront Bruchstein, zweiachsig, rückwärtige Traufseite Sandstein. | 18. Jh.                 | 29.01.1987       | 065             |
| weitere Bilder                      | Kath. Kapelle St. Martinus             | Abenden Blenser Straße Karte                               | Die Kapelle muss wohl um 1864 erbaut worden sein, denn darauf deutet eine Inschrift im Inneren der Kapelle hin. Neugotische Kapelle mit eingezogenem Polygonalchor, verschieferter Dachreiter über dem Westgiebel, Westgiebel mit Portal und Maßwerkgrundfenster darüber, Gemeindehaus zweijochig, seitlich an beiden Jochen schmale Anräume, beide Joche mit Kreuzgratgewölben, Chor mit Netzgewölben, neugotischer Hochaltar der Bauzeit, Westempore sowie Sandsteintaufstein der Bauzeit, Holzstatur des hl. Nikolaus (18. Jahrhundert), Kruzifix des 18. Jahrhunderts, die in der Liste von 1967 von 1920 nicht mehr in der Kapelle. Jetzt wieder da. | 1864                    | 29.09.1986       | 061 Wikidata    |
| Wohnhaus                            | Wohnhaus                               | Abenden Blenser Straße 10 Karte                            | Kleine Winkelhofanlage aus Fachwerk aus der Mitte des 18. Jahrhunderts; auch bedeutsam als charakteristisch für Straßenzüge. Zweigeschossiges Fachwerkhaus. Überbaute Einfahrt an der Schmalseite von Knagge abgestützt. An der straßenseitigen Trauffront Fachwerk mit langen Fußbändern und Zapflöchern. Nur rückwärtig das Mauerwerk zum Teil in Schwemmstein erneuert. Fenster mit modernen Glanzglasscheiben aber z. T. in alten Abmessungen. Sonst weitgehendst alter Zustand erhalten. | M. 18. Jh.              | 17.12.1984       | 022             |
| Fachwerk Hofanlage                  | Fachwerk Hofanlage                     | Abenden Blenser Straße 12 Karte                            | Das zweigeschossige traufenständige Fachwerkhaus wurde in der ersten Hälfte des 19. Jahrhunderts erbaut. In der zweiten Hälfte des 19. Jahrhunderts wurden bauliche Erweiterungen vorgenommen. Die linke Hälfte des Objekts aus der ersten Hälfte des 19. Jh. mit Haustür der Bauzeit, Erdgeschoss Massivmauerwerk, Obergeschoss Fachwerk, der Bau nach rechts in zwei Bauabschnitten erweitert, rückwärtig kleiner Fachwerkanbau, Fenster des Erdgeschosses mit modernen Ganzglasscheiben. | 1. H. 19. Jh.           | 24.06.1986       | 055             |
| Winkelhofanlage                     | Winkelhofanlage                        | Abenden Blenser Straße 2 und 2a Karte                      | Bei dem Objekt handelt es sich um eine Winkelhofanlage aus Fachwerk aus dem 19. Jahrhundert. Der Wohnteil ist giebelständig, Giebelfront zu zwei Fensterachsen, rechts an die Trauffront anschließend Scheunenbau mit Toreinfahrt, nachträglich verkleinert, links an den Wohnteil anschließend Scheunenbau des späten 19. Jahrhunderts, Erdgeschoss in Massivmauerwerk, Obergeschoss Fachwerk, Dach vortragend, die Fenster des Wohnteils mit modernen Ganzglasscheiben. | 19. Jh.                 | 29.09.1986       | 062             |
| Fachwerkbau                         | Fachwerkbau                            | Abenden Blenser Straße 3 Karte                             | Das zur Blenser Straße hin gelegene Fachwerkhaus, heute Wohnhaus und Poststelle, ist zweigeschossig. Es ist der Wohnteil einer Hofanlage aus den Anfängen des 19. Jahrhunderts. Giebel und hofseitige Trauffront in dem für Abenden typischen Fachwerk, Hofseite mit langen Fußstreben. | A. 19. Jh.              | 26.02.1986       | 042             |
| Winkelhofanlage                     | Winkelhofanlage                        | Abenden Commweg 1 Karte                                    | Winkelhofanlage aus 18./19. Jh. Fachwerkbau. Wohnteil 2-geschossig, giebelständig, auf das OG nachträglich ein Kniestock aufgesetzt, Ankerbalkenzimmerung. Fenster mit modernen Ganzglasscheiben, im EG die Schlagläden erhalten. Vorbau aus Fachwerk unter Pultdach, modern zu Wohnzwecken umgebaut. | 18. – 19. Jh.           | 12.03.1985       | 038             |
| Wegekreuz                           | Wegekreuz                              | Abenden Im Hag/Palanderstraße Karte                        | Gusseisernes Wegekreuz ca. 3 m hoch. Korpus in Halbrelief. Hoher Rotsandsteinsockel in neugotischen Formen. |                         | 17.12.1984       | 030             |
| Winkelhofanlage                     | Winkelhofanlage                        | Abenden Mühlbachstraße 12 Karte                            | Die Winkelhofanlage aus Fachwerk stammt aus der ersten Hälfte des 19. Jahrhunderts, das linke giebelständige Wohnhaus 2-geschossig zu zwei Achsen, die rechte Traufseite zum Hof, im Erdgeschoss mit zwei Fenstern und rechter Tür, im Obergeschoss ein Fenster, der Wirtschaftsquerflügel mit modern verkleinerter Toreinfahrt. | 1. H. 19. Jh.           | 29.09.1986       | 060             |
| Winkelhofanlage                     | Winkelhofanlage                        | Abenden Mühlbachstraße 14/Blenser Straße Karte             | 18. Jh., im 19. Jh. eingreifend erneuert; Winkelhofanlage aus Fachwerk, Wohnteil giebelständig mit zwei Fensterachsen zur Mühlbachstraße ausgerichtet. Der im Winkel anschließende ehem. Wirtschaftsteil mit Giebel zur Blenser Straße umgebaut (Einfahrtstor zugesetzt zu Fenster). Anbauten rechts Richtung Mühlbachstraße 12 nicht Bestandteil der Eintragung in Denkmalliste. | 18. – 19. Jh.           | 17.12.1984       | 021             |
| Hofanlage                           | Hofanlage                              | Abenden Mühlbachstraße 18 Karte                            | Kleine, aus der Bauflucht der Straße zurückgesetzte Hofanlage aus 2 parallel giebelständigen Fachwerkbauten des späten 18., frühen 19. Jahrhunderts. Linkes Wohnteil, 2-geschossig, vollständig verkleidet und verputzt, 1960 nach rechts um ca. 150 cm verbreitert. Rechts gleich hoher Speicherbau aus Fachwerk, im OG Luke. Als Einheit denkmalwert. | sp.18. fr. 19. Jh       | 22.05.1984       | 019             |
| Winkelhofanlage                     | Winkelhofanlage                        | Abenden Mühlbachstraße 22 Karte                            | Bei dem Objekt handelt es sich um eine 2-geschossige Winkelhofanlage aus dem 18. Jahrhundert. Das Gebäude wurde in Fachwerk errichtet. Der Wohnteil ist giebelständig, ehemals am Mittelstil in beiden Geschossen zusammengefasste Fenster, nachträglich vergrößert, links anschließend überbaute Toreinfahrt, Fensteröffnungen über der Tordurchfahrt modern, Hoffronten der beiden Flügel in Fachwerk erhalten, rückwärtig anschließend Neubau. Den Bestimmungen des Denkmalschutzes unterliegen die Toreinfahrt und der rechte Gebäudeteil, nicht jedoch der parallel zum Bach gelegene Neubau. | 18. Jh.                 | 20.06.1986       | 053             |
| Fachwerk-Hofanlage                  | Fachwerk-Hofanlage                     | Abenden Mühlbachstraße 4 Karte                             | Bei dem Objekt handelt es sich um ein zweigeschossiges Fachwerkhaus in Ecklage aus der 2. Hälfte des 19. Jahrhunderts. Das Haus ist im Straßenzusammenhang von Bedeutung, der Wohnteil giebelständig, ursprünglich zweiachsig, im Erdgeschoss verändert, hofseitige Trauffront zu 3 Achsen, teilweise Fenster der Bauzeit. Im Winkel anschließender ehemaliger Scheunenteil umgebaut, anstelle des Stallteils Neubau in Fachwerk, rechte Traufwand aus Sandstein. Das Gebäude stellt im Bereich des Straßenzuges der Mühlbachstraße bzw. im Einmündungsbereich Palanderstraße einen unverzichtbarer Teil des Straßenensembles dar. | 2. H. 19. Jh.           | 16.07.1986       | 056             |
| Fachwerk-Hofanlage                  | Fachwerk-Hofanlage                     | Abenden Mühlbachstraße 7 Karte                             | Bei dem Objekt handelt es sich um eine dreiflügelige, zweigeschossige Hofanlage aus dem 18./19. Jahrhundert. Der ältere linke Teil mit Mittelstil, giebelständig, rechts anschließend ehemalige Tordurchfahrt, zugesetzt und zu Ladenfenster umgebaut, an dieses rechts anschließend dreiachsiger Wohnteil, Giebel des linken Teils gekappt, Seitenfront des linken Teils zur Straße Im Hag im Erdgeschoss zu vier Fenstern, Fachwerk weitgehend erneuert, Fachwerk der Hofseite weitgehend erhalten. Das Gebäude wird als Wohn- und Geschäftshaus genutzt. Die Eintragung des Objekts liegt mit anderen Gebäuden der Mühlbachstraße mit ihren gestalterisch aufeinanderbezogenen Häuserfronten und dem idyllisch dörflichen Charakter, aber auch aus volkskundlichen und städtebaulichen Gründen im öffentlichen Interesse. Ferner prägt das Objekt den Charakter und das Antlitz des Dorfkerns. | 18. – 19. Jh.           | 24.06.1986       | 054             |
| Sonnenuhr                           | Sonnenuhr                              | Abenden Mühlbachstraße 8 Karte                             | Barocke Kugelsonnenuhr auf Sandsteinsäule. Inschrift im Sockel 1734. Höhe 160 cm. | 1734                    | 17.12.1984       | 020             |
| Sandsteinkreuz                      | Sandsteinkreuz                         | Abenden Mühlbachstraße/Im Haag Karte                       | Es handelt sich um ein Sandsteinkreuz aus der 2. Hälfte des 18. Jahrhunderts, das hier ursprünglich neben der mittlerweile zerstörten und an anderer Stelle neu aufgebauten Kirche stand. Das Sandsteinkreuz steht auf hohem Sockel, dieser mit Monstranzkonsole auf Reliefbild, Christi als Erlöser, Kreuz und Korpus aus Sandstein. Das Kreuz und sein Standort ist insofern bedeutend, weil es auf dem ehemaligen Standort der Kirche in Abenden hinweist und erinnert. | 2. H. 18. Jh.           | 19.11.1990       | 096             |
| Winkelhofanlage                     | Winkelhofanlage                        | Abenden Palander Straße 1 Karte                            | Bei dem Objekt handelt es sich um eine Winkelhofanlage aus dem 18. Jahrhundert, nachträglich zu einer 3-flügeligen Anlage mit zur Straße offenen Hof erweitert, Wohnteil auf der linken Seite giebelständig, 2-geschossig, Straßenfront in Massivmauerung erneuert, sichtbares Fachwerk auf der hofseitigen Trauffront, rückwärts im Winkel anschließend Scheunenteil mit großem Einfahrtstor, Fachwerk mit Zapfenschlössern, rechts Fachwerkanbau des späten 19. Jahrhunderts, Inschrift im Türsturz 1696, EG nachträglich in Massivmauerwerk erneuert. Das Anwesen ist Teil der Palanderstraße, die neben dem Mühlenbachweg eine der ersten Besiedlungszentren in Abenden gewesen ist. Die beiden Straßenzüge entwickelten sich unabhängig voneinander vom 17. – 20. Jahrhundert. Im Gegensatz zu anderen Ortsteilen der Gemeinde Nideggen sind diese beiden Straßenzüge reine Fachwerkbebauung aus 3 Jahrhunderten. Die Fachwerkbebauung als solche deutet darauf hin, dass es sich hier um eine „arme Leute“ Ansiedlung gehandelt hat. Trotz geringfügiger Veränderungen der letzten Zeit ist der Originalbaukörper nachvollziehbar. Die ursprünglichen Zweckbestimmungen der Gebäude sind deutlich erkennbar. Dieses Gebäude ist ein Teil des Ensembles der Palanderstraße und trägt somit zur Attraktivität des Ortes bei. | 18. Jh.                 | 25.04.1986       | 051             |
| Fachwerkgiebelhaus                  | Fachwerkgiebelhaus                     | Abenden Palander Straße 11 Karte                           | Bei dem Objekt handelt es sich um ein zweigeschossiges Fachwerkgiebelhaus aus dem frühen 18. Jahrhundert, das in Ständerbauweise mit Bundbalken errichtet worden ist. Traufseitig zur Straße große liegende Gefache z. T. originale Fenster in Größe und Lage vorhanden und ablesbar. Der Giebel zur Straßenseite hin ist nur durch moderne Fenstereinbauten verändert. Die Traufseite zum Hof zeigt Veränderungen moderner Art, doch ist das ursprüngliche Fachwerk und die Fensteröffnungen zu erkennen. Offensichtlich ein Dreiraumhaus. Die Fachwerkinnenwände sind durch Bundbalken mit dem äußeren Fachwerk verzapft. Dies ist eine alte Zimmermannstechnik, die Aufschluss über die Entstehungszeit gibt. Darüber hinaus befindet sich das Objekt in der durch viele Fachwerkbauten geprägten Palanderstraße und ist mit ihnen ein Zeugnis für die Ortsentwicklung von Abenden. | frühes 18. Jh.          | 17.12.1986       | 064             |
| Rest einer Hofanlage                | Rest einer Hofanlage                   | Abenden Palander Straße 13 Karte                           | Bei dem Objekt handelt es sich um den Rest einer Hofanlage aus dem 17. Jahrhundert. Der rückwärtige Teil stammt aus dem 20. Jahrhundert. Der Wohnteil des 17. Jh. in zwei Achsen Tiefe erhalten, Straßenfront mit Mittelstil enggestelltes Fachwerk, gekrümmte Fußbänder, Fensteröffnungen verändert, Schwellbalken zwischen EG u. OG mit einfacher Profilierung, der neuere, rückwärtig anschließende Bauteil ohne Denkmalwert, Fenster mit modernen Ganzglasscheiben. Das Gebäude ist schon 1967 von Dr. Jung als Baudenkmal begutachtet und eingestuft worden. Insbesondere im Ensemble des von Fachwerkhäusern geprägten Straßenbildes als Zeugnis der Bauweise in Abenden Ende des 17. Jh./18. Jh. erhaltenswert. | 17. Jh.                 | 08.04.1986       | 050             |
| Fachwerk-Winkelhofanlage            | Fachwerk-Winkelhofanlage               | Abenden Palander Straße 17 Karte                           | Fachwerkwinkelhofanlage aus 17. Jh. Zweigeschossiger giebelständiger Wohnteil, Giebelfront mit enggestelltem Fachwerk. Vom ehem. Schwebegiebel profilierte Konsolen erhalten. An der hofseitigen Traufwand das Erdgeschoss teilweise in Massivmauerwerk erneuert, z. T. Fachwerk in Zweitverwendung. Fensteröffnungen z. T. verändert. Scheunenteil rechtwinklig anschl. Einfahrtstor Fachwerk. | 17. Jh.                 | 12.03.1985       | 037             |
| Fachwerk-Winkelhofanlage            | Fachwerk-Winkelhofanlage               | Abenden Palander Straße 19 Karte                           | Fachwerkwinkelhofanlage des 18. Jahrhunderts. Giebelständiger Wohnteil zweigeschossig. Fenster paarweise am Mittelstil zusammengefasst. Hofseitig Trauffront, großer Dachüberstand. Rechtwinklig anschließend Stall, Scheunenteil mit Einfahrtstor. | 18. Jh.                 | 06.03.1985       | 035             |
| Wohnhaus, Scheune und Schuppen      | Wohnhaus, Scheune und Schuppen         | Abenden Palander Straße 20 Karte                           | Der stattliche Dreiseithof aus dem 18. u. 19. Jh. ist eines der ganz alten Bauzeugnisse der Ortschaft. Die Fachwerkausführung (hofseitige Trauffront des Wohnteils 18. Jh.) im Ensemble des Straßenzuges bedeutsam. Giebelständiger Wohnteil, zweiachsige Giebelfront. Alte Fensteröffnungen erhalten, Dach mit Überstand, links an Wohnteil anschl. Scheunenteil (18. Jh.). Erdgeschoss teilweise mit Massivmauerwerk erneuert, Dach mit Überstand. Rechts an Wohnteil anschl. traufenständiger Schuppen. | 18. u. 19. Jh.          | 17.12.1984       | 023             |
| Fachwerk-Winkelhofanlage            | Fachwerk-Winkelhofanlage               | Abenden Palander Straße 21 Karte                           | Winkelhofanlage des frühen 19. Jh. aus Fachwerk. Im Ensemble des fachwerkgeprägten Straßenzuges als Baudenkmal bedeutsam. Der giebelständige Wohnteil nach links verbreitert mit Massivmauerwerk versehen. Im Giebel Fensteröffnung noch ablesbar. Fenster modernisiert in Ganzglasscheiben. Hofseitige Traufwand des Wohnteils Fachwerk. Im Winkel anschließend Wirtschaftsteil zu Wohnzwecken umgebaut und modernisiert. | frühes 19. Jh.          | 06.03.1985       | 036             |
| Fachwerk-Winkelhofanlage            | Fachwerk-Winkelhofanlage               | Abenden Palander Straße 3 Karte                            | Bei dem Objekt handelt es sich um eine 2-geschossige Winkelhofanlage aus Fachwerk aus dem 18. Jahrhundert. Der Wohnteil ist giebelständig, Giebelfront mit Firstständer, 2 Fensterachsen hofseitige Trauffront mit später veränderten Fensteröffnungen, ursprünglich Fachwerk teilw. Mit überblatteten Fußbändern, der rückwärtige Teil des Wohnteils später angesetzt, im Winkel anschließender Wirtschaftsteil. | 18. Jh.                 | 05.06.1986       | 052             |
| Reliefstein im Bruchsteinhaus       | Reliefstein im Bruchsteinhaus          | Berg Frankenstraße 28 Karte                                | Bei dem Objekt handelt es sich um einen Reliefstein, der in die Fassade des zweigesch. Bruchsteinhauses in der Frankenstraße in Nideggen – Berg eingemauert ist. Er ist datiert 1766, mit einer Darstellung der hl. Familie, darunter Bauinschrift der ehem. Besitzer, zugehörig wahrscheinlich zum ehemals durch Kriegseinwirkungen zerstörten Gebäude an dieser Stelle. Unter Schutz gestellt werden soll lediglich der vorbezeichnete Reliefstein. | 1766                    | 24.03.1987       | 070             |
| Steinkreuz                          | Steinkreuz                             | Berg Frankenstraße/Lagerstraße Karte                       | Es handelt sich um ein Steinkreuz mit profiliertem Sockel auf einem weiteren Sockel, dieser allerdings älter aus dem 19. Jahrhundert. Im unteren Bereich des Sockels befindet sich eine Muschelnische. In dieser das Kreuz mit Metallkorpus. Das Kreuz ist als religiöses Relikt des 19. Jahrhunderts anzusehen und seine Erhaltung liegt aus volkskundlichen, aber auch künstlerischen Gründen im öffentlichen Interesse. | 19. Jh.                 | 19.11.1990       | 097             |
| Kath. Pfarrkirche St. Clemens       | Kath. Pfarrkirche St. Clemens          | Berg Kirchstraße Karte                                     | Die Kath. Pfarrkirche St. Clemens in Nideggen-Berg stammt aus dem 12./13. Jh. mit Veränderungen des 14./15. Jh. und weiteren Wiederaufbaumerkmalen des 20. Jh. Der dreischiffigen Bruchsteinbasilika aus Buntsandstein ist der Turm auf quadratischem Grundriss westlich vorgestellt. Der Turm ist 3-geschossig, linksseitig ein halbrunder Treppenturm angebaut. Die Schallfenster als Doppelarkaden mit Kämpferkapitellen und Säulen, darauf eingezogenes Spitzdach, das Mittelschiff romanisch, die Seitenschiffe im 14. / 15. Jahrhundert erweitert. Der Chor ist nach Osten angebaut und mit spitzbogigem Fenster mit einfachem Maßwerkgewänden verlängert. Der Chorabschluss ist gerade mit mittlerem spitzbogigem Fenster. Um 1905 wurde er restauriert und das Gewölbe erneuert. Auf der Kirchenparzelle westlich der Kirche auf einer Rasenfreifläche und südlich der Kirche am Friedhofsrand stehen einige Kreuze aus Buntsandstein aus dem 17., 18. und 19. Jh., die ebenfalls von der Eintragung betroffen sind und in der anliegenden Karte standortgerecht eingetragen sind. Ferner gehört zum Eintragungsumfang eine barocke Kreuzigungsgruppe mit neuer Fassung, die Figuren der Maria und des Johannes (fast lebensgroß) in bäuerlichem Stil. Außerdem die vor der Friedenskapelle aufgestellte beschädigte spätgotische bronzene Glocke. | 12. – 13. Jh.           | 11.01.1991       | 101             |
| Winkelhofanlage mit Scheune         | Winkelhofanlage mit Scheune            | Berg Kirchstraße 16 Karte                                  | Bei dem Objekt handelt es sich um eine dreiflügelige Hofanlage aus der 2. Hälfte des 18. Jahrhunderts. Das Wohnhaus ist giebelständig zur Straße mit zwei Fenstern im Erdgeschoss, ein Fenster im Obergeschoss mit Backsteinausfüllung der Gefache, nach links der Eingang, rückwärtig angeschlossen ein leicht eingezogener Fachwerkbau. Im Hintergrund des Hofes ein Scheunenbau mit Bruchsteinerdgeschoss, und Fachwerkaufsatz, vorgezogenes Dach, hohe Toreinfahrt, linksseitig des Hofes ein Bruchsteinbau mit Stallungen. | 2. H. 18. Jh.           | 27.06.1987       | 072             |
| Winkelhofanlage                     | Winkelhofanlage                        | Berg Kirchstraße 5 Karte                                   | Bei dem Objekt handelt es sich um eine zweigeschossige Winkelhofanlage aus Bruchstein aus dem 18. Jahrhundert, die zur Straße hin verputzt ist. Die Fenster sind unregelmäßig angeordnet. Links befindet sich der Wohnbau, nach rechte straßenseitig ein halbrunder Torbogen mit profilierten Kämpfern und reliefiertem Schlussstein. Dieser aus Buntsandstein. Nach rechts im angeschlossenen Wirtschaftsflügel ein doppelrundbogiges Fenster, hofseitig der linke Wohnflügel in den Hof hineingeschoben mit 3 Achsen. In der Mittelachse befindet sich der Eingang mit alter Holzbohlentür. Im Sturz Sandsteingewände. Außerdem rechts des Wohnhauses ein Wirtschaftsflügel aus Backstein aus dem 20. Jahrhundert. | 18. Jh.                 | 14.03.1991       | 102             |
| Schüdderfelder Hof                  | Schüdderfelder Hof                     | Brück Schüdderfelder Weg Karte                             | Bei dem Anwesen handelt es sich um den sogenannten Schüdderfelder Hof aus dem 18. / 19. Jahrhundert. Eine vierflügelige offene Hofanlage, Wohnhaus als Breitbau an der Straße, Sandstein, zweigeschossig, hohes Kellergeschoss, Eingang ins Obergeschoss über Freitreppe. Fenster und Türgewände aus Haustein, Krüppelwalmdach, Giebel erneuert. Seitlich die Wirtschaftsbauten aus Sandstein. Rückwärtig schließt ein zweigeschossiger Fachwerkbau aus der ersten Hälfte des 19. Jahrhunderts an. Die rechten beiden Achsen des Fachwerkbaues sind nachträglich angesetzt. Die Fenster sind in diesem Teil mit modernen Ganzglasscheiben verglast. Die Ausfachungen wurden erneuert. Das straßenseitige Wohngebäude soll 1990 im Obergeschoss so erneuert werden, dass der ursprüngliche Zustand (vor dem Kriege) wiederhergestellt wird. Der Hof ist aus volkskundlichen u. geschichtlichen Gründen von besonderem Interesse, da er schon zu den Zeiten der Grafen von Jülich erwähnt wurde, wo er damals als Mühle von den umliegenden Bauern genutzt werden musste. Gespeist wurden die Mühlräder von oberhalb liegenden Quellen, deren Wasser in einem Teich gesammelt wurde u. den Mühlrädern zugeleitet wurde. | 18. – 19. Jh.           | 28.02.1990       | 094             |
| Fachwerkhaus                        | Fachwerkhaus                           | Embken Alte Schulstraße 16 Karte                           | Es handelt sich um ein zweigeschossiges giebelständiges Fachwerkhaus mit inschriftlicher Datierung 1631. Es wurde im 19. u. 20. Jahrhundert verändert. Das Obergeschoss vorgekragt auf geschweiften Kragen (neu); Fachwerk des Erdgeschosses vollständig erneuert; hofseitige Traufwand mit breit stehenden Ständern, Eingangsseite; äußere Traufseite im 19. Jahrhundert mit Backsteinen verkleidet, Satteldach. | 1631                    | 13.06.1988       | 076             |
| Ehem. Schule                        | Ehem. Schule                           | Embken Alte Schulstraße 24 Karte                           | Bei dem Objekt handelt es sich um die alte Schule des Stadtteiles Embken, ein altes Bruchsteinhaus mit Schriftstein in der Giebelseite, datiert mit 1741. Das Gebäude steht giebelständig zur Straße. Die Front ist mit strukturierten Platten abgehängt. Die Westseite des Gebäudes ist, da Grenzbebauung, nur durch einen Spalt einsehbar. Die Ostseite des Gebäudes ist verputzt und weiß gestrichen. Fenster und Türen sind modern erneuert. Im Untergeschoss des Gebäudes befindet sich der ehem. Schulraum mit zwei Nebenräumen. Die Türen sind zwischenzeitlich verlagert worden. Die unweit des Dorfplatzes gelegene Schule ist bedeutend für die Geschichte des Stadtteiles Embken, weil sie Aufschluss darüber gibt, in welchem Umfeld die Jugend des Stadtteiles Embken in den vergangenen 2–3 Jahrhunderten unterrichtet wurde. | 1741                    | 17.10.1989       | 090             |
| Altes Kutscherhaus                  | Altes Kutscherhaus                     | Embken Alte Schulstraße 38 Karte                           | Es handelt sich um ein zweigeschossiges giebelständiges Wohnhaus, die Giebelwände aus Bruchstein und die Traufseiten aus Sichtfachwerk. Giebelseite einachsig; Satteldach, Giebelwände über das Dach hinaus hochgezogen. Das Wohnhaus liegt einbezogen in eine Gartenmauer neben dem Bruchsteinhaus „Alte Post“ (Liedbergstraße 47) und bildet mit anderen Objekten am Dorfplatz Embken einen Baubestand, der für den Ort und seine Siedlungsgeschichte bedeutsam ist. Es stammt aus der 2. Hälfte des 18. Jahrhunderts und ist auch unter der Bezeichnung „Altes Kutscherhaus“ bekannt. | 2. H. 18. Jh.           | 25.03.1986       | 047             |
| Bruchsteinhaus Pastorat             | Bruchsteinhaus Pastorat                | Embken Alte Schulstraße 49 Karte                           | Das Pastorat in Nideggen – Embken ist ein zweigeschossiges Bruchsteinhaus mit einer Datierung im Inschriftenfeld über der Tür von 1681. Das 5 zu 5 Achsen große Gebäude hat in der straßenseitigen Mittelachse eine Pfeilertür mit großem Oberlicht, die über eine Freitreppe zu erreichen ist. Gewände von Türen und Fenstern sind aus Buntsandstein errichtet. Das Gebäude wird durch ein hohes verschiefertes Walmdach mit Dachgauben geschützt. Links neben dem Gebäude, von der alten Schulstraße her gesehen, liegt die Toreinfahrt mit Gewänden und Rundbogen aus Sandstein. Im Winkel ist ein Wirtschaftsgebäude angebaut. Die rückwärtige Scheune ist aus dem Jahre 1873. Bei dem Pastoratsgebäude handelt es sich um den ehemaligen Vogtshof. Da das Objekt bedeutend für die siedlungsgeschichtliche Entwicklung Embkens unmittelbar am Dorfplatz mit Kirche, Frohnhof, ehem. Postgebäude und Kutscherhaus ist, wird es im öffentlichen Interesse in die Denkmalliste der Stadt Nideggen eingetragen. | 1681                    | 23.08.1989       | 088             |
| Jüdischer Friedhof                  | Jüdischer Friedhof                     | Embken Am Mühlenberg-Nicksmühl Karte                       | Der jüdische Friedhof in Nideggen Embken ist von einer rd. 1,80 m hohen Hecke eingefriedet. Er hat einen fast quadratischen Grundriss, wobei seine Grünfläche mit Grabsteinen des 19. u. Anfang des 20. Jahrhunderts belegt ist. Die Grabsteine bestehen aus Blaustein, Sandstein und Kunststein. | 19. – 20. Jh.           | 06.05.1991       | 103             |
| Wegekreuz                           | Wegekreuz                              | Embken Embken Rtg. Ginnick rechts Karte                    | Das Sandsteinkreuz stammt aus der Mitte des 18. Jh. Es ist mit einem steinernen Korpus auf hohem Sockel mit Rokokoornamentik versehen. Im Sockel befindet sich möglicherweise die Stifterdarstellung. Der Pfeiler ist in Balusterform hergestellt; außer dem Ankerkreuz. | M. 18. Jh.              | 06.05.1991       | 106             |
| „Blaues Kreuz“                      | „Blaues Kreuz“                         | Embken K 82 Richt. Juntersdorf recht Hand bei km 1,0 Karte | Das Kreuz ist zwar relativ stark verwittert, seine Beschriftung lässt sich allerdings wie folgt wiedergeben: A O 1642 den 11. Mertz ist de- Ehrsame Johan Fronche--dieser Platzen von den He--ischen Erschossen worden G T D S. Die Bezeichnung „Blaues Kreuz“ stammt wohl vom Material, denn es wurde aus belg. Granit hergestellt. | 1642                    | 06.05.1991       | 105             |
| Kath. Pfarrkirche St Agatha         | Kath. Pfarrkirche St Agatha            | Embken Liebergstraße Karte                                 | Die Kath. Pfarrkirche St. Agatha aus dem 16. Jahrh. (1553) mit späteren Umbauten, Turm 2. Hälfte 17. Jahrh., ehemals 3-schiffige Pfeilerbasilika; 3/8-Chorschluss; 1973 umgebaut zu einer modernen Hallenkirche, nur Chorschluss mit Westturm noch weitgehend original erhalten. Ausstattung weitgehend neu; an alten Ausstattungsstücken erhalten; farbig gefasste Pietá aus dem 19. Jahrh., auf hölzernem, quadratischem Sockel; Beichtstuhl aus Zülpich aus dem 19. Jahrh., nach Vorbild alter Ikonen; Holzstatue der Hl. Agatha, ländlicher Barock aus dem späten 17. Jahrh.; Triumphkreuz, Holz und farbig gefasster hölzerner Korpus, 18. Jahrhundert, wird in die Denkmalliste der Stadt Nideggen eingetragen, weil sie im Zusammenhang mit dem Frohnhof im Ensemble des Dorfplatzes bedeutend für die Siedlungs- und Wirtschaftsgeschichte am Nord-Ostrand der Eifel ist. | 1553                    | 24.03.1987       | 069             |
| Nicksmühle                          | Nicksmühle                             | Embken Liebergstraße 1 Karte                               | Die Nicksmühle, eine dreiseitige Hofanlage, liegt in der Niederung des Neffelbaches bei Embken und gehört zu einer Folge von Mühlenanlagen in dieser Region. Die ältesten Gebäude des Gehöftes sind zum einen das Mühlengebäude, 2-geschossig aus Bruchsteinmauerwerk, das Mahlwerk und Wohnteil unter einem Dach vereinigt, zum anderen der Stall, ein Fachwerkgebäude auf Bruchsteinsockel, beide im 17. Jh. erstellt. Die Scheune wurde später zugefügt. Die Mühlenanlage ist funktionstüchtig. Dem großen oberschlägigen Mühlrad wird das Wasser über einen Obergraben vom Neffelbach aus zugeführt. Die Mühle ist zur Verdeutlichung landwirtschaftlicher Produktionsprozesse sowie zur Veranschaulichung vergangener Arbeits- und Lebensweisen ein besonders eindrucksvolles Zeugnis. | 17. Jh.                 | 12.01.1983       | 003             |
| Wohnhaus                            | Wohnhaus                               | Embken Liebergstraße 17 Karte                              | Zweigeschossiges Wohnhaus aus weiß geschlämmten Bruchsteinmauerwerk einer ehemals geschlossenen 4-flügeligen Hofanlage. Laut inschriftlicher Datierung wurde das Gebäude 1726 errichtet, es zeigt regelmäßige Fensterreihen, die mit Werksteingewänden eingefasst sind, die Hoffassade ist modern verändert. Den Abschluss des Hauses bildet ein hohes Walmdach. Damit gehört dieses Gebäude zu einer Reihe von für Embken typischen Wohnhäusern aus der Zeit des späten 17. und frühen 18. Jahrhunderts. Das Objekt befindet sich an exponierter Stelle im Ort und markiert die Ortseinfahrt von Süden. Das Gebäude ist von Bedeutung für die Geschichte des Menschen, Städte und Siedlungen, es lassen sich Wohn- und Lebensgewohnheiten der damaligen Zeit ablesen, darüber hinaus gibt die einheitliche Architektur auch Aufschluss über den Gestaltungswillen der Erbauer unter Berücksichtigung des dörflichen Zusammenhanges. | 1726                    | 25.03.1986       | 048             |
| Fachwerkhaus                        | Fachwerkhaus                           | Embken Liebergstraße 29 Karte                              | Zweigeschossiges giebelständiges Fachwerkhaus aus dem 18. Jh. mit massivem Sockelgeschoss und vorgekragtem Obergeschoss. Stockwerksbauweise mit großen, teilw. geschweiften Schrägstreben, Balkenköpfe der Zwischendecke profiliert; Ankerbalken eingehälst; Fenster teilw. vergrößert; rückwärtig anschl. Scheunenanbau Eingang im Hof, Satteldach. | 18. Jh.                 | 13.06.1988       | 077             |
| Frohnhof                            | Frohnhof                               | Embken Liebergstraße 38 Karte                              | Der Frohnhof in Embken ist ein Vierseithof aus Bruchstein mit Rotsandsteingewänden aus dem 18. Jahrhundert. Die separate Tordurchfahrt führt in den Hof, der sich wie folgt gliedert: Dem Herrenhaus zur Straße (Kirche) hin orientiert, schließen sich rechtwinklig Stallungen, vor Kopf eine große Scheune mit Durchgang zum Garten. Links daneben (neu) Geräteschuppen, die Straßenfront wird geschlossen durch das Backhaus und die Tordurchfahrt. Die gesamte Hofanlage ist, wie in Embken üblich, in gelbem Sandstein errichtet (früher verputzt), sie liegt gleich neben der Kirche, bedeutsam mit anderen historischen Gebäuden am Dorfmittelpunkt für den Ort Embken und seine Siedlungsgeschichte. Die Struktur von Vierseithöfen (Fränkische Hofanlage) dieser Region ist besonders deutlich ablesbar ebenso die Funktion der einzelnen Gebäude und ihre Zuordnung zueinander. Die Hofanlage ist von volkskundlichem Wert, denn Arbeits- und Produktionsverhältnisse sind nachvollziehbar genauso wie die Lebensgewohnheiten seiner Bewohner. | 18. Jh.                 | 12.01.1983       | 004             |
| Ehem. Alte Post                     | Ehem. Alte Post                        | Embken Liebergstraße 40 Karte                              | Bei der „Alten Post“ in Embken, handelt es sich um einen zweigeschossigen Bruchsteinbau mit Sandsteingewänden an allen Fenstern aus dem 17. Jahrhundert; Datierung im Türsturz 1761. Das Gebäude ist traufenständig zu 5 Achsen mit Eingang (neue Tür) in der Mittelachse. Fenster und Tür mit segmentbogigem Sturz, Sprossenfenster, Fenster im Obergeschoss etwas kleiner als die des Untergeschosses. Die rückwärtige Traufseite ist 3achsig, deren Mittelachse risalitartig vorgezogen, übergiebelt. Ein Mansardkrüppelwalmdach mit profiliertem Gesims und Schiefereindeckung schützt das Gebäude. Der Park (Garten) an der Rückseite des Gebäudes ist mit einer Bruchsteinmauer umrandet. | 1761                    | 17.10.1989       | 092             |
| Wegekreuz                           | Wegekreuz                              | Embken Liebergstraße 40 Karte                              | Bei dem Objekt handelt es sich um ein steinernes Wegekreuz aus dem 18. Jahrhundert mit Korpus. Es trägt eine Inschrift „MSSL“ in ovaler Kartusche unter den Füßen des Gekreuzigten. Es handelt sich um ein schlichtes lateinisches Kreuz auf breitem Buntsandsteinsockel, 3-fach gestufter Kreuzschaft, eingetiefter Rundbogennische, wobei das Kreuz inzwischen einen anderen Kreuzesaufsatz erhalten hat. | 18. Jh.                 | 03.07.1996       | 116             |
| Stalltrakt eines Gutshofes          | Stalltrakt eines Gutshofes             | Embken Liebergstraße 41 Karte                              | Zunächst muss angeführt werden, dass es sich ehemals um ein zusammengehöriges Gehöft handelte. d. h. die Gebäude Liebergstraße 41 u. 43 waren ursprünglich eine Einheit. Der Hof ist heute getrennt und hat verschiedene Besitzer. Er ist inschriftl. über dem Torbogen mit 1693 datiert. Zum Eintragsumfang gehört die überbaute Tordurchfahrt und das linksseitig anschließende ehem. Stallgebäude. | 1693                    | 21.05.1991       | 107             |
| Bruchsteinhaus                      | Bruchsteinhaus                         | Embken Liebergstraße 43 Karte                              | Zunächst muss angeführt werden, dass es sich ehemals um einen zusammengehörigen Gutshof handelte, d. h. die Gebäude Liebergstr. 41 u. 43 waren ursprünglich eine Einheit. Der Hof ist heute getrennt und hat verschiedene Besitzer. Er ist inschriftlich über dem Torbogen mit 1693 datiert. Das zweigeschossige bruchsteinerne Herrenhaus ist verputzt, wobei Türen und Fenster mit Sandsteingewänden versehen sind. Rechts schließt die Hofmauer mit rundbogiger Durchfahrt und rundbogigem Fußgängerpförtchen an. Das Fußgängerpförtchen ist original erhalten (genagelt). Der Eingang zum Herrenhaus liegt heute im Hof an der Längsseite; ursprünglich lag der Eingang an der anderen Seite. Interessant auch der Inschriftenstein im Sockelgeschoss des Herrenhauses mit nicht mehr lesbarer Inschrift. Das Herrenhaus ist mit einem Walmdach versehen. | 1693                    | 13.06.1988       | 078             |
| Ehem. Restauration                  | Ehem. Restauration                     | Embken Liebergstraße 45 Karte                              | Es handelt sich um eine ehemalige Restauration. Das Gebäude aus dem 18. Jahrhundert steht Giebelständig zur Liebergstraße und hat zur Süd-Westseite ein Nebengebäude mit Pultdach. Das UG wurde ursprünglich als Restauration/Wirtshaus genutzt. Das OG diente zu Wohnzwecken. Nach hinten schließt sich ein Teil an, der zum Teil als Waschraum, Lagerraum und zeitweise als Stall gedient hat. Daran schließt der ehemalige Tanzsaal an, der einen rechtwinkeligen Grundriss hat. Das Objekt liegt am Dorfplatz in Embken und bildet mit dem Postgebäude, dem Kutscherhaus, der Kirche und weitere Baudenkmälern ein wichtiges Ensemble, das nicht zuletzt, weil es an der Poststrecke Düren-Trier gelegen hat, Rückschlüsse auf die damaligen Lebensabläufe zulässt. Das Objekt ist darüber hinaus einzigartig in seiner Bauweise und Anordnungen. | 18. Jh.                 | 15.01.1997       | 119             |
| Fachwerk-Winkelhof                  | Fachwerk-Winkelhof                     | Embken Liebergstraße 49 Karte                              | Es handelt sich um eine Winkelhoffachwerkanlage mit giebelständigem Wohnhaus zur Liebergstr. aus dem 18./19. Jahrhundert. Der Geschossbau mit großen, teilweise geknickten Schrägstreben ist relativ gut erhalten. Die Fenstergestaltung ist auf das 19. Jahrhundert zurückzuführen. Der Eingang liegt im Hof, das Obergeschoss wurde im 19. Jahrhundert aufgesetzt. Eine querliegende Scheune fügt sich mit eingehälsten Ankerbalken und großer Tordurchfahrt an. | 18. – 19. Jh.           | 10.03.1993       | 112             |
| Ehem. Gasthaus Zur Post             | Ehem. Gasthaus Zur Post                | Embken Liebergstraße 53 Karte                              | Das ehemals und noch heutige Wohn- u. Geschäftshaus, früher die Restauration „Zur Post“, ist ein Backsteinbau mit rustizierender Putzquaderung in der Formensprache der Jahrhundertwende. Es wurde im Jahre 1892 gebaut. Das Erdgeschoss gliedert sich in den Gastraum und in die ehem. Hofzufahrt (Tordurchfahrt), die früher als Zufahrt für Gespanne diente. Die reich strukturierte Straßenfassade ist bis auf wenige Veränderungen original. Hierzu gehören vor allem die Holzfenster aus der Entstehungszeit mit den charakteristischen grün verglasten Oberlichtern. Im Obergeschoss befindet sich nach wie vor Wohnraum. Im innern des Erdgeschosses sind die historischen Grundrissstrukturen noch ablesbar. Der ehem. Gastraum ist heute Wohnzimmer mit gründerzeitlichem Deckenstuck. Das Objekt befindet sich in unmittelbarer Nähe zum barocken Posthalterhof und des dazugehörigen Kutscherhauses. Dies bildet städtebaulich eine soziale Einheit. Danach ist die Anlage bedeutend für die Geschichte des Ortes Embken, weil sie die Entwicklung von Handel und Verkehr in der Zeit der Jahrhundertwende widerspiegelt. | 1892                    | 09.02.1994       | 115             |
| Wegekreuz                           | Wegekreuz                              | Embken Liebergstraße/St. Antoniusstraße Karte              | Bei dem Objekt handelt es sich um ein steinernes Wegekreuz mit Korpus aus dem 18. Jahrhundert. Es trägt eine Inschrift „MSSL“ in ovaler Kartusche unter den Füßen des Gekreuzigten. Es handelt sich um ein schlichtes lateinisches Kreuz auf breitem Buntsandsteinsockel, 3-fach gestufter Kreuzschaft, eingetiefter Rundbogennische, wobei das Kreuz inzwischen einen anderen Kreuzesaufsatz erhalten hat. Das eigentliche Kreuz wird wohl im Hof St. Antonius-Straße 15 aufbewahrt. Das Kreuz ist Zeugnis der religiösen Vergangenheit der Ortschaft Embken. | 18. Jh.                 | 03.07.1996       | 117             |
| Hofanlage                           | Hofanlage                              | Embken Liebergstraße/St. Antoniusstraße Karte              | Bei dem Objekt handelt es sich um eine dreiflügelige Hofanlage mit Mauer und Tor zur Straßenseite; Gebäude Fachwerk, Geschossbauweise mit großen Schrägstreben, eingehälste Ankerbalken und Bruchsteinsockel. Die Anlage besteht aus einer Scheune, kleinem Schuppen und dem Wohnhaus. Das Wohnhaus ist zweigeschossig mit bruchsteinener Giebelwand zur Straße und Bruchsteinwand der rückwärtigen Traufseite. Es wurde wohl im 19. und 20. Jahrhundert verändert. Die Fenster sind teilweise noch Originalgröße. Die Tür liegt annähernd in der Hausmitte. Der linke Hofteil wurde als Stall- und Wirtschaftstrakt genutzt. Das Hauptgebäude ist mit einem Mansarddach mit Krüppelwalm versehen. | 19. – 20. Jh.           | 17.06.1996       | 118             |
| Ehem. Ölmühle                       | Ehem. Ölmühle                          | Embken Mühlenstraße 25 Karte                               | Es handelt sich hier um das eigentliche Mühlengebäude der alten Ohligsmühle in Nideggen-Embken unmittelbar am Neffelbach. Untergeschoss aus Bruchstein bzw. Fachwerk mit Ziegeln ausgefacht, der älteste Teil mit doppelschlägiger, querverbretterter Tür, darüber kleines Oberlicht; Fachwerkgiebel am Bruchsteinbau auf der Rückseite noch im Betrieb befindliches oberschlächtiges Wasserrad. Alle anderen Bauten sind später angesetzt. Bei der alten Mühle handelt es sich um ein wichtiges Relikt arbeits- u. produktionstechnischer Abläufe in Embken des 18./19. Jahrhunderts. Seine Erhaltung liegt aber nicht nur deshalb, sondern auch aus volkskundlichen Gründen im öffentlichen Interesse. Auch wenn die im rückwärtigen Bereich an die Mühle anschließende Fachwerkscheune und das dahinterliegende kleine Stallgebäude später angesetzt wurden, sind sie aus den gleichen Gründen ebenfalls Inhalt der Eintragung, da sie die Entwicklung der Produktionsstätte letztendlich abrunden. | 18. – 19. Jh.           | 04.10.1989       | 089             |
| Ehem. Ölmühle Haupthaus             | Ehem. Ölmühle Haupthaus                | Embken Mühlenstraße 25 Karte                               | Es handelt sich hier um das Haupthaus der Mühlenanlage (ehemals Ohligsmühle) in Nideggen – Embken am Neffelbach. Das Haupthaus ist ein zweigeschossiger Bruchsteinbau, traufenständig zu 5 Achsen mit Eingang in der Mittelachse, Tür mit Oberlicht. Nachträglich wurde ein moderner Windfang angebaut. Die Fenster sind mit Sandsteingewänden (1989 restauriert) eingefasst. Die Fenster selbst wurden in den 1980er Jahren erneuert. Außerdem zu erwähnen ein backsteinernes Traufgesims, profiliert, Satteldach. Das Haupthaus ist im Zusammenhang mit dem eigentlichen Mühlengebäude zu sehen und stellt ein wichtiges Relikt arbeits- und produktionstechnischer Abläufe in Embken des 18./19. Jahrhunderts dar. Seine Erhaltung liegt aber nicht nur deshalb, sondern auch aus volkskundlichen Gründen im öffentlichen Interesse. Der Gesamtkomplex, d. h. Haupthaus, Mühle u. dahinterliegende Stallgebäude, die allerdings später angesetzt wurden, geben Aufschluss über die Entwicklung der Produktionsstätte (Ohligsmühle) über die Jahre hinweg. | 18. – 19. Jh.           | 16.01.1990       | 093             |
| Bruchsteinhof                       | Bruchsteinhof                          | Embken Neffeltalstraße 28 Karte                            | Das Objekt, ein spätgotischer Hof mit Ursprüngen aus dem 16. Jh. wirkt äußerlich schon sehr interessant, durch seinen Bruchsteintreppengiebel (weiß geschlämmt). Halbe Kreuzstockfenster mit Sandsteingewänden runden den relativ guten Zustand des Bauwerkes ab. Im hinteren Bereich schließt sich ein zweigeschossiges Fachwerkhaus mit durchgezapften Ankerbalken und originalen kleinen Sprossenfenstern an, die Gebäude sind mit einem Satteldach versehen. Auf der linken Seite liegt ein kleines Wirtschaftsgebäude, das im Untergeschoss aus geschlämmten Bruchsteinmauerwerk im Obergeschoss aus Fachwerk besteht. Auch das Wirtschaftsgebäude ist mit einem Satteldach versehen. An der rechten Traufseite befindet sich ein neuer Anbau in Fachwerkbauweise unter abgeschlepptem Pultdach. Die gesamte Anlage ist von Bedeutung für die Geschichte des Menschen insbesondere für die ortsgeschichtliche Entwicklung am Neffelbach. Seine Erhaltung liegt aus ortsgeschichtlichen Gründen im öffentlichen Interesse. | 16. Jh.                 | 13.06.1988       | 079             |
| Fachwerkhaus                        | Fachwerkhaus                           | Embken Neffeltalstraße 36 Karte                            | Das Gebäude in Nideggen-Embken, Neffelbachstr. 36, ist ein für Embken seit dem 16. Jh. charakteristischer Haustyp, der sich wie folgt beschreiben lässt: Auf annähernd quadratischem Grundriss erhebt sich auf hohem Sockel ein zweigeschossiger Baukörper mit Walmdach. Beispiele hierfür sind z. B. der Pfarrhof (1681), Liebergstr. 43 oder das Anwesen Liebergstr. 17 (1726). Der letzte Baukörper dieser Reihe ist das Objekt Neffeltalstr. 36, das Mitte des 19. Jh. entstand. Im Gegensatz zu den älteren vorgenannten Baukörpern handelt es sich hierbei um ein Fachwerkgebäude, das ansonsten die gleichen Merkmale wie die älteren Beispielhäuser zeigt. Als Zeugnis einer jahrhundertealten Bautradition nimmt dieses letzte Bauwerk einen besonderen Stellenwert ein u. wird deshalb aus Architektur und ortsbildprägenden Gründen in die Denkmalliste der Stadt Nideggen eingetragen. | 16. Jh.                 | 27.12.1993       | 114             |
| Ehem. Wasserburg                    | Ehem. Wasserburg                       | Embken Neffeltalstraße 42 Karte                            | Bei dem Objekt handelt es sich um eine ehemalige Wasserburg (heute ohne Wassergraben) aus dem 16.–18. Jahrhundert. Veränderungen wurden im 20. Jahrhundert herbeigeführt. Der Torbogen mit inschriftlicher Datierung 1947 wurde wohl nach dem Zweiten Weltkrieg erneuert. Die heute vierflügelige Anlage um einen großen Innenhof mit ehemalig freistehendem Herrenhaus an der Rückseite ist bis auf ein Nebengebäude gut erhalten. Die Außenmauern der Wirtschaftsgebäude sind in Bruchstein erstellt, teilweise mit Werksteinspolien; die Innenmauern der Wirtschaftsgebäude sind überwiegend erneuert. Das Herrenhaus, ein zweigeschossiger verputzter Bruchsteinbau auf hohem Sockelgeschoss steht traufenständig zur Hofseite mit 5 Achsen, wobei der Eingang sich in der Mittelachse befindet. Die Tür ist doppelflügelig mit Oberlicht und doppelläufiger Freitreppe; rechts kurzer, zurückspringender Flügel. Die Fenster sind durchgehend mit Buntsandsteingewänden eingefasst, profiliert mit kleinem Gesims. Die Außenwände sind mit einem modernen Kellenputz versehen. Geschützt wird es durch ein hohes Walmdach. Die ehemalige Burg in Nideggen-Embken ist außerordentlich interessant, weil sie Rückschlüsse auf die Lebensweisen über einige Jahrhunderte hinweg wiedergibt. Sie ist in der hiesigen Gegend auch wegen ihrer Anlegung in Architektur und Form interessant und gibt viele Rückschlüsse auf den damaligen Gestaltungswillen. | 16. – 18. Jh.           | 17.10.1989       | 091             |
| Mühlengraben in der Neffelbachaue   | Mühlengraben in der Neffelbachaue      | Embken Parz. 23 tlw. 25,31,32,43 / Flur 1 Karte            | Der Mühlengraben liegt auf den Parzellen: 89/Flur 1, 117/Flur 1, 102/Flur 1, 1/Flur 1, 18/Flur 1 tlw. der Gemarkung Wollersheim und 27/Flur 1, 23/Flur 10 tlw., 25/Flur 10, 31/Flur 10, 32/Flur 10, 43/Flur 10, 72/Flur 9, der Gemarkung Embken. Auf den Parz. 126 Flur 1 Gem. Wollersheim hat der Mühlengraben mit dem Neffelbach einen gemeinsamen Verlauf. Der Mühlengraben ist eine wasserbautechnische Einrichtung vergangener Jahrhunderte, die bis heute mit den dazugehörigen Mühlen erhalten blieb. Der Mühlengraben liegt unterhalb der Neffelbachquelle und tangiert die Gödersheimer Mühle, Wasserburg Gödersheim (Getreidemühle), Gödersheimer Ölmühle (Baurs Mühle), Rentmühle und Nicksmühle. Die Mühlen stellen mit den intakten Grabenanlagen herausragende Denkmäler der Kultur und Technikgeschichte dar. Der Mühlengraben ist bedeutend für die Geschichte der umliegenden Orte, der Stadt Nideggen mit ihrer historischen Geschichte, aber auch für die Besiedelung allgemein, weil er Voraussetzung und wichtige Grundlage für ursprüngliche Besiedelung (römisch und mittelalterlich) war. |                         | 02.06.2009       | 130             |
| Mühlengraben in der Neffelbachaue   | Mühlengraben in der Neffelbachaue      | Embken Parz. 27 / Flur 1 Karte                             | Der Mühlengraben liegt auf den Parzellen: 89/Flur 1, 117/Flur 1, 102/Flur 1, 1/Flur 1, 18/Flur 1 tlw. der Gemarkung Wollersheim und 27/Flur 1, 23/Flur 10 tlw., 25/Flur 10, 31/Flur 10, 32/Flur 10, 43/Flur 10, 72/Flur 9, der Gemarkung Embken. Auf den Parz. 126 Flur 1 Gem. Wollersheim hat der Mühlengraben mit dem Neffelbach einen gemeinsamen Verlauf. Der Mühlengraben ist eine wasserbautechnische Einrichtung vergangener Jahrhunderte, die bis heute mit den dazugehörigen Mühlen erhalten blieb. Der Mühlengraben liegt unterhalb der Neffelbachquelle und tangiert die Gödersheimer Mühle, Wasserburg Gödersheim (Getreidemühle), Gödersheimer Ölmühle (Baurs Mühle), Rentmühle und Nicksmühle. Die Mühlen stellen mit den intakten Grabenanlagen herausragende Denkmäler der Kultur und Technikgeschichte dar. Der Mühlengraben ist bedeutend für die Geschichte der umliegenden Orte, der Stadt Nideggen mit ihrer historischen Geschichte, aber auch für die Besiedelung allgemein, weil er Voraussetzung und wichtige Grundlage für ursprüngliche Besiedelung (römisch und mittelalterlich) war. |                         | 02.06.2009       | 125             |
| Mühlengraben in der Neffelbachaue   | Mühlengraben in der Neffelbachaue      | Embken Parz. 72 / Flur 9 Karte                             | Der Mühlengraben liegt auf den Parzellen: 89/Flur 1, 117/Flur 1, 102/Flur 1, 1/Flur 1, 18/Flur 1 tlw. der Gemarkung Wollersheim und 27/Flur 1, 23/Flur 10 tlw., 25/Flur 10, 31/Flur 10, 32/Flur 10, 43/Flur 10, 72/Flur 9, der Gemarkung Embken. Der Mühlengraben ist eine wasserbautechnische Einrichtung vergangener Jahrhunderte, die bis heute mit den dazugehörigen Mühlen erhalten blieb. Der Mühlengraben liegt unterhalb der Neffelbachquelle und tangiert die Gödersheimer Mühle, Wasserburg Gödersheim (Getreidemühle), Gödersheimer Ölmühle (Baurs Mühle), Rentmühle und Nicksmühle. Die Mühlen stellen mit den intakten Grabenanlagen herausragende Denkmäler der Kultur und Technikgeschichte dar. Der Mühlengraben ist bedeutend für die Geschichte der umliegenden Orte, der Stadt Nideggen mit ihrer historischen Geschichte, aber auch für die Besiedelung allgemein, weil er Voraussetzung und wichtige Grundlage für ursprüngliche Besiedelung (römisch und mittelalterlich) war. |                         | 02.06.2009       | 127             |
| St.Antoniuskapelle                  | St.Antoniuskapelle                     | Embken St. Antoniusstraße Karte                            | Die Antoniuskapelle ist im 18. Jh. entstanden als ein schlichter Bruchsteinkubus, geschlämmt mit Satteldach. Im Inneren befindet sich eine Statue des hl. Antonius des 19. Jh., die farbig gefasst ist und auf älterer Konsole steht. | 18. Jh.                 | 12.01.1983       | 002             |
| BW                                  | Wegekreuz                              | Muldenau Am „Großen Berg“ Karte                            | Sandsteinkreuz aus 18. Jahrh. auf breitem quadratischem Sockel. Hoher Kreuzpfeiler mit quadratischem Grundriss. Korpus aus Gusseisen (19. Jh.). Über rundbogiger Nische Relief mit verwitterter Heiligendarstellung. | 18. Jh.                 | 17.12.1984       | 033             |
| Wegekapelle                         | Wegekapelle                            | Muldenau Barbarastraße Karte                               | Wegekapelle aus 1766. Auf ca. 90 cm hohem rechteckigem Sockel über Gesims ein übergiebeltes Heiligenhäuschen mit muschelförmig überfangener Nische. Unter dem Giebel alte Beschriftung, teilweise zu entziffern, lässt erkennen, dass Wegekapelle früher der hl. Barbara (Patronin der Rektoratskirche) gewidmet war. | 1766                    | 17.12.1984       | 032             |
| Kath. Pfarrkirche St. Barbara       | Kath. Pfarrkirche St. Barbara          | Muldenau Barbarastraße Karte                               | Die kath. Pfarrkirche St. Barbara stammt aus dem 15. Jh.; 1866 Langhaus. Der Turm spätgotisch, vermutlich 15. Jh.; Langhaus in gotisierenden Formen; Westturm Bruchstein, verputzt, auf nahezu quadratischem Grundriss; spitzbogiges Portal mit zurückgestuftem, profiliertem Werksteingewände, im Tympanon neugotisches Wandbild eines Engels, neugotische doppelflügelige Tür des 19. Jh. mit maßwerkähnlichen Schnitzereien; im 2. und 3. Turmgeschoss spitzbogige Fenster mit Werksteingewänden, das obere mit Fischblasenmaßwerk, darunter Sonnenuhr; spitzes Zeltdach, vom Quadrat ins Achteck überführt, verschiefert, mit schmiedeeisernem Kreuz, Langhaus Bruchstein mit rustizierenden zweibahnigen spitzbogigen Fenstern; Satteldach; Chor leicht eingezogen, polygonaler Chorschluss; im Inneren der Kirche Statue der Muttergottes aus dem 15. Jh.; um die Kirche Friedhof, umgeben von Bruchsteinmauer, 19. Jh.; mit Kreuzwegstationen des 19. Jh. und eingemauerten alten Grabkreuzen, größtenteils aus dem 18. Jh. Kirche, Friedhof u. Friedhofsmauer werden in die Denkmalliste der Stadt Nideggen eingetragen, weil sie bedeutend für die Geschichte der Bevölkerung im Ort Muldenau sind. | 15. Jh. u. 1866         | 07.07.1987       | 073             |
| Pfarrhaus                           | Pfarrhaus                              | Muldenau Barbarastraße Karte                               | Das Pfarrhaus Muldenau stammt aus dem Jahre 1898. Es handelt sich um einen zweigeschossigen Backsteinbau auf rechtwinkligem Grundriss. Der linke Teil dreiachsig, um eine Achse zur Straße vorgezogen, rechter Teil zweiachsig; Gliederung durch verköpfte Lisenen; Fenster korbbogig, moderne Verglasung; Eingang mit geschnitzter Tür am vorgezogenen Teil im Winkel des Gebäudes; darüber in spitzbogiger Nische auf abgestufter Konsole gusseiserne Statue des hl. Petrus; Walmdach. | 1898                    | 07.07.1987       | 074             |
| Winkelhofanlage                     | Winkelhofanlage                        | Muldenau Barbarastraße 10 Karte                            | Bei dem Objekt handelt es sich um einen Winkelhof aus Bruchstein aus der Mitte des 19. Jahrhunderts. Das Wohnhaus traufenständig, zweigeschossig, vierachsig, Eingang in Nische zurückversetzt in der 2. Achse von rechts; Tür und Fenster mit Werksteingewänden; steinernes Traufengesims, Satteldach; rechts neben dem Wohnhaus korbbogige Tordurchfahrt, Bruchsteinscheune im Winkel angeschlossen, Fenster zum Teil modern verändert. | M. 19. Jh.              | 03.04.1987       | 071             |
| Burg Pissenheim                     | Burg Pissenheim                        | Muldenau Barbarastraße 15 Karte                            | Ehem. vierflügelige Burganlage um Innenhof mit Tor zur Barbarastraße. Ehem. Wasserburg. Wohnhaus im Kern um 1500. Zweiflügeliges Herrenhaus, Winkel zweigeschossig, nicht unterkellert. Südtrakt mit hohen spitzen Giebeln und Resten von Kreuzstockfenstern, die übrigen Fenstern 18./19. Jh. mit Sandstein- bzw. Putzgewänden. Im Erdgeschoss modernere Fenster eingebrochen. Flügelbau schmaler und niedriger mit Eingang vom Hof. Wirtschaftsgebäude mit alten Bruchsteinaußenmauern und Resten von rundbogigen Torgewänden. Satteldächer. Das OG der Wirtschaftsgebäude teilweise verändert. Gebäudekomplex zu sehen im Zusammenhang mit Nachbargrundstück, das ebenfalls teilweise zur Burg gehörte. | um 1500                 | 17.12.1984       | 027             |
| Wohnhaus                            | Wohnhaus                               | Muldenau Barbarastraße 17 Karte                            | Das heute zu Wohn- und landwirtschaftlichen Zwecken genutzte Anwesen ist ein Teil der ehem. Wasserburg Pissenheim (durch Erbteilung abgetrennt), die Wirtschaftsteile wohl Teil der früheren Vorburg. Das 5-achsige Wohnhaus aus Bruchstein mit mittig gelegenem Eingang datiert aus 1856. Satteldach, profiliertes Traufgesims. Neu die doppelläufige Freitreppe, Eingangstür in profil. Sandsteinrahmen mit Mittelkartusche. Wirtschaftsgebäude mit Satteldächern aus Bruchstein, Innenseite Fachwerk. Torbogen zur Straße 19. Jh. mit Rundbogen auf Pilastern. | 1856                    | 06.03.1985       | 034             |
| Bruchsteingehöft                    | Bruchsteingehöft                       | Muldenau Barbarastraße 18 Karte                            | Das og. Objekt ist ein dreiseitiger Hof in der Hauptsache aus Bruchstein erstellt. Das Wohnhaus wurde laut Maueranker 1856 erstellt, die Wirtschaftsgebäude aus Bruchstein oder Fachwerk sind älter, vermutlich aus dem 18. Jahrhundert. Das traufenständige Wohnhaus auf hohem Sockel, zeigt eine regelmäßige Gliederung, die Eingangstüre erreicht man über eine kleine Freitreppe. Zu dem älteren Wirtschaftsgebäude gehören Scheune, Stallungen (Wohnnutzung) eine Schmiede und ein Backhaus. Das beschriebene Objekt zeigt eine charakteristische Gehöftsform dieser Region und ist aufgrund seiner Vollständigkeit von besonderer Bedeutung, z. B. für die Hausforschung und die geschichtliche Entwicklung des Ortes Muldenau. Man erhält Aufschluss über bäuerliche Arbeits- und Produktionsverhältnisse. | 1856                    | 15.06.1983       | 010             |
| Heiligenhäuschen                    | Heiligenhäuschen                       | Muldenau Brückenstraße Karte                               | Das Heiligenhäuschen stammt aus dem Jahr 1672 mit jüngerer Figur. Unterbau rechteckiger Bruchsandstein als Sockel (neu), Aufbau roter Sandstein. Sockel zweifach gestuftes Gesims, darüber Unterbau aus gegeneinandergesetzten Rundbögen. Über einfachem Gesims dann Heiligenhäuschen mit eingezogenen geschweiften Seiten. Darüber weiteres Gesims, dann als oberer Abschluss Kuppel, Eckbekrönungen und Mittelaufsatz. | 1672                    | 17.12.1984       | 031             |
| Ehem. Schule                        | Ehem. Schule                           | Muldenau Brückenstraße 19 Karte                            | Bei dem Objekt handelt es sich um das ehemalige Schulhaus, das in Verbindung mit der Pfarrkirche, dem Pfarrhaus im Zentrum von Muldenau als kulturelle und soziale Einheit zu betrachten ist. Das Haus, ein zweigeschossiges Bruchsteingebäude mit regelmäßiger Fensterteilung, die mit Buntsandsteingewänden eingefasst sind, stammt aus der Mitte des 19. Jahrhunderts. Architektonische Details wie Gewände, profilierte Gesims geben Aufschluss über die Entstehungszeit, so dass sich das Objekt auf Grund seiner Baumaterialien harmonisch in die ältere dörfliche Bebauung einbindet. Wie bei den standardisierten preußischen Schulbauten üblich gliedert sich das Haus horizontal in zwei Nutzungseinheiten, im EG ein Schulzimmer, über ein originales Treppenhaus gelangt man im OG in die ehemalige Lehrerwohnung. Das Klassenzimmer ist ungeteilt, ein konstruktiver Deckenbalken wird von originalen profilierten gusseisernen Säulen getragen. Die Fenster u. Türen sind neu, die Giebel freistehend mit Eckabsatz; Satteldach. | M. 19. Jh.              | 02.10.1986       | 063             |
| Winkelhofanlage                     | Winkelhofanlage                        | Muldenau Brückenstraße 9 Karte                             | Bei dem Objekt handelt es sich um eine Hofanlage mit Wohnhaus- ursprünglich ein Haus mit Nr. 9- deren Entstehung wohl im 16. Jahrhundert liegen dürfte. Weitere bauliche Veränderungen, Erweiterungen etc. stammen aus dem 18. bis 19. Jahrh. Ursprünglich hatte das Wohnhaus vermutlich 3 Gefache, mit über beide Geschosse gehenden, überblattenden Streben, später ein viertes Gefach ohne Streben am rechten Hausteil angesetzt, Sprossenfenster im Obergeschoss, neue Fenster im Untergeschoss; Satteldach über Bügel vorgezogen; giebelständige Scheune aus Bruchstein mit großer Durchfahrt, Krüppelwalmdach. | 16. Jh.                 | 07.08.1986       | 059             |
| Fachwerkhaus                        | Fachwerkhaus                           | Muldenau Ulmenstraße 29 Karte                              | Laut Datierung im Türsturz entstand das Fachwerkhaus im Jahre 1557. Es war ehemals als dreiräumiges Wohnstallhaus konzipiert, um 1900 setzte man straßenseitig eine Achse davor, deren Giebelwand in Backstein ausgeführt wurde. Die hofseitige Traufwand zeigt noch eindrucksvoll die ursprüngliche, heute in dieser Region recht selten vorhandene Fachwerkkonstruktion aus der Zeit vor dem Dreißigjährigen Krieg; Ständerbauweise über zwei Geschosse mit langen überblatteten Streben. Die originale Fensteranordnung ist ablesbar. Der Dachstuhl wurde im Zuge der Erweiterung um 1900 erneuert und in jüngster Zeit modern ausgebaut. Der rückwärtige Stall ist recht desolat, er beherbergt den Backofen in recht gutem Originalzustand. | 1557                    | 17.12.1984       | 028             |
| Torbogen am Marktplatz              | Torbogen am Marktplatz                 | Nideggen Bahnhofstraße 1 Karte                             | Torbogen, laut Keilstein aus 1694. Bedeutsam für die frühere Gestaltung des Marktplatzes im Zentrum Nideggens. Rundbogiges Tor mit profilierten Kämpfern. Darübergebautes Wohnhausteil und (bei Daraufsicht vom Markt aus) rechts angebautes 2-geschossiges Geschäfts und Wohnhaus nicht denkmalwert. | 1694                    | 17.12.1984       | 024             |
| Fachwerkhof                         | Fachwerkhof                            | Nideggen Bahnhofstraße 11 Karte                            | Zweigeschossiges Wohnhaus aus dem 17. Jahrhundert. Typisch für Straßenbild. Traufenständiges Fachwerkhaus mit Ankerbalkenzimmerung und Kniestock. Obergeschoss ursprünglich in ganzer Breite auf Knaggen übertragend, nachträglich auf beiden Seiten unterbaut, daher in der Fassadenmitte jetzt laubenartiger Rücksprung mit Eingangstür. Schwellbalken und Brüstungsriegel profiliert, Fenster soweit urspr. Bestand paarweise an den Ständern zusammengefasst, Fenster in den seitlichen Ausbauten größer, offenbar nachträglich angelegt, rückwärtig verkleidet und durch Anbauten verstellt. | 17. Jh.                 | 22.05.1984       | 018             |
| Fachwerkhaus                        | Fachwerkhaus                           | Nideggen Bahnhofstraße 13 Karte                            | Das betreffende Wohnhaus stammt aus der 1. Hälfte des 19. Jahrhunderts, wobei das rechte Drittel des Hauses um 1938 errichtet wurde. Das zweigeschossige Fachwerkhaus steht in Traufenstellung und hat einen hinteren Anbau zum Garten, der um 1974 angebaut wurde. Der Dachstuhl des Anwesens wurde 1930 aufgestockt um ca. 50 cm. Im Keller befindet sich wohl ein alter Backofen, der in dieser Art und Form zumindest für Nideggen einzigartig sein dürfte. Ursprünglich ist das Haus in jeweils zwei Räume unten und oben aufgeteilt gewesen. Im Volksmund wurden derartige Anwesen gern als „Arme-Leute-Haus“ bezeichnet. Weitere Details sind der Sandsteinsockel, die kleine charakteristische Sandsteintreppe, die wohl nach 1920 angelegt wurde, Fachwerk mit Fußstreben, Fenster unregelmäßig verteilt sowie Haustür mit Oberlicht und Türblatt um 1920. Aufgrund des vorhandenen Backofens im Keller und einer fensterartigen Öffnung in einer alten Bruchsteinwand, liegt die Vermutung nahe, dass es sich vielleicht um eine ehemalige Bäckerei handelt. Das Objekt wird mit Ausnahme des hinteren Anbaus, ansonsten mit seinen über die Zeit erfahrenen Veränderungen und dem damit verbundenen funktionellen Zusammenhang, in die Denkmalliste der Stadt Nideggen eingetragen, weil es bedeutend für die Siedlungsgeschichte der Stadt Nideggen ist, ortsbildprägenden Charakter hat und Rückschlüsse auf die damaligen Lebensgewohnheiten seiner Bewohner gibt. | 1. H. 19. Jh.           | 14.06.1994       | 068             |
| Wohn- und Geschäftshaus             | Wohn- und Geschäftshaus                | Nideggen Bahnhofstraße 19 Karte                            | Zweigeschossiges Traufenhaus aus Fachwerk. Im Ensemble zu Fachwerkbauten des Straßenzuges denkmalwert. | 19. Jh.                 | 17.12.1984       | 026             |
| Franziskaner Minoriten-Kloster      | Franziskaner Minoriten-Kloster         | Nideggen Bahnhofstraße 24 Karte                            | 1764 (Inschrift im Keilstein der Tordurchfahrt). 1949 (Inschrift in der Tordurchfahrt). Bei dem Objekt handelt es sich um eine zweigeschossige Klosteranlage aus verputztem Bruchstein, Fenstergewände, Türeingänge und Tordurchfahrt aus Rotsandstein, von der Klosteranlage des 18. Jahrhunderts nur der Restflügel mit der Tordurchfahrt erhalten, Tor beidseitig mit skulptierten Schlusssteinen, die rückwärtig in den Klosterhof umschließenden Bauten offenbar auf altem Grundriss modern errichtet, seitlich moderne Flügel. Auch der Grundriss ist schützenswert. Ferner im Klostergarten östlich der Klausur Ruine einer kleinen Kapelle; vermutlich 14. Jahrhundert ehem. kleiner einschiffiger Bau mit polygonalem Chorschluss, lediglich die Umfassungsmauern erhalten. Zu dem Gesamtobjekt gehört ferner die Umfassungsmauer des Klostergartens aus dem 18. Jh. mit dem in der Mauer eingefügten Bildstock aus hellem Sandstein, Bildnische leer, halbrunder Giebel mit Marterwerkzeugen Christi, rechts daneben ein gleichartiger Bildstock, in einem anderen Stück der Klostermauer ein aus Resten zusammengefügter dritter Bildstock. | 1764 und 1949           | 06.08.1986       | 058             |
| Wohn- und Geschäftshaus             | Wohn- und Geschäftshaus                | Nideggen Bahnhofstraße 5 Karte                             | Das zweigeschossige Bruchsteinhaus aus Sandstein ist wesentlicher Bestandteil des Marktplatzes und prägt dessen Gesamtbild entscheidend mit. Das gut erhaltene Gebäude stammt aus der Mitte des 18. Jh. (1760). Zum Markt hin dreiachsig, mittig rundbogiger Eingang. Fenster mit geradem Sturz und Schlagläden. Zur Bahnhofstraße hin zwei Achsen und dem Straßengefälle folgend ein Sockel-Kellergeschoss mit kleinen Öffnungen. Walmdachdeckung. In der Bahnhofstraße schließt eine Bruchsteinmauer den Hof ab. Darin rundbogige Torzufahrt, Keilstein (Datierung 176?), profilierte Kämpfer, Steinrosetten. | 1760                    | 17.12.1984       | 025             |
| Backsteinhaus                       | Backsteinhaus                          | Nideggen Bewersgraben 8 Karte                              | Das Objekt stammt wohl aus den Anfängen des 19. Jahrhunderts. Das zweigeschossige Backsteinhaus auf Bruchsteinsockel ist mit einem Walmdach versehen, in das zwei Gauben eingebaut sind. Die Straßenfront ist regelmäßig mit 3 Achsen, wobei die Haustür in der Mittelachse steht. Sie ist mit Sandsteinpilastern und Giebelverdachung sowie einem Klingelzug aus der Bauzeit versehen. Die Fenster sind modernisiert und haben Sandsteingewände. Im Übrigen sind moderne Reparaturen von schweren Kriegsschäden sichtbar. Das Objekt wird in die Denkmalliste der Stadt Nideggen eingetragen, weil es bedeutend für die Geschichte, insbesondere die Heimgeschichte Nideggens ist und zur Klosteranlage der Genossenschaft der Cellitinnen zur heiligen Gertrud gehört. Es lässt Rückschlüsse auf die damalige Anlage und die Lebensgewohnheiten der Bewohner zu. | A. 19. Jh.              | 05.12.1997       | 123             |
| Gedenkkreuz                         | Gedenkkreuz                            | Nideggen Gem. „Jungholz“ Karte                             | Ein schmiedeeisernes Gedenkkreuz aus dem Jahre 1911 mit Gedenkplatte. Das Kreuz ist im Felsen verankert u. weiß gestrichen. Es steht zum Gedenken an einen damals an dieser Stelle verstorbenen Feuerwehrmann (Düster) | 1911                    | 27.03.1991       | 104             |
| Fachwerkhaus                        | Fachwerkhaus                           | Nideggen Graf-Gerhard-Straße 1 Karte                       | Der historische Ortskern von Nideggen wird im Wesentlichen bestimmt durch die noch recht einheitliche Bebauung aus Rotsandstein. Zur Belebung des geschlossenen Straßenbildes tragen Fachwerkhäuser oder -gruppen bei. Das o. g. Wohnhaus ist ein Fachwerkhaus aus dem 18. Jh., das auf der Verbindungsstraße zwischen Dürener Tor und Marktplatz aufgestellt, einen markanten Punkt im Ortsbild beschreibt. Es ist ein zweigeschossiges, giebelständiges Fachwerkhaus mit Krüppelwalm, dessen Fassade zur Straße hin eine symmetrische Gliederung zeigt, die Eingangstüre ist in der Mitte angelegt. Das beschriebene Gebäude ist wohl das letzte dieses Types in relativ unverfälschtem Zustand im Ortskern Nideggen. Demnach ist das Gebäude von Bedeutung für die Baugeschichte und die historische Ortsentwicklung der Stadt Nideggen. | 18. Jh.                 | 15.06.1983       | 008             |
| Bruchsteinwohnhaus                  | Bruchsteinwohnhaus                     | Nideggen Graf-Gerhard-Straße 2 Karte                       | Das Objekt stammt aus dem 17./18. Jahrh. und hat nach dem Kriege aufgrund von Zerstörungen moderne Ergänzungen erhalten. Der zweigeschossige Bau aus Bruchstein und Fachwerk liegt in Ecklage der Graf-Gerhard-Str./Vogelsang. In seinem Walmdach sind zur Graf-Gerhard-Str. zwei Gauben zur Straße im Vogelsang eine Gaube und zur Hofseite hin eine Großgaube eingebaut. Zur Graf-Gerhard-Str. hin weist das Haus drei Fensterachsen auf. Die Fenster sind mit Sandsteingewänden eingerahmt, im Erdgeschoss jedoch mit modernen Ganzglasscheiben. Als Besonderheit wäre ein zur Graf-Gerhard-Str. hin gelegener Sandsteinerker des 17. Jh. zu erwähnen. Im Obergeschoss besteht das Objekt im hinteren Bereich zum Hof bzw. zur Straße Im Vogelsang hin wird das Haus durch einen modernen Ladeneinbau (großes Ganzglasfenster) gestört. Auch im Obergeschoss sind die Fenster im Bruchsteinbereich mit Sandsteingewänden eingefasst. Der rückwärtig ausgebaute Fachwerkteil ist modern erneuert. Zu dem Objekt zugehörig ist die rückwärtige Hofummauerung mit dem Rest des Eingangstores aus Sandstein. | 17. – 18. Jh.           | 01.01.1988       | 084             |
| Sandsteinhaus                       | Sandsteinhaus                          | Nideggen Graf-Gerhard-Straße 7                             | |                         | 10.03.2021       | 133             |
| Fachwerkhaus am Dürener Tor         | Fachwerkhaus am Dürener Tor            | Nideggen Graf-Gerhard-Straße / Hindenburgstraße Karte      | Bei dem o. g. Objekt handelt es sich um ein kleines Fachwerkhaus des frühen 19. Jahrhunderts, das als Stadtmauerbebauung unmittelbar neben dem Dürener Tor errichtet wurde. Auf der Feldseite des Tores, giebelständig, 2-geschossig, Straßenfront im EG aus Sandstein, Fenster und Türöffnung des EG modern angelegt, Fachwerk im OG modern erneuert. Als Stadtmauerbebauung in unmittelbarer Nähe des Dürener Tores kommt dem Objekt eine besondere Bedeutung zu. | frühes 19. Jh.          | 31.01.1984       | 012             |
| Fachwerk-Hofanlage, Gut Neuenhof    | Fachwerk-Hofanlage, Gut Neuenhof       | Nideggen Gut Neuenhof Karte                                | Der Hof „Gut Neuenhof“ entstand zum Ende des 19. Jahrhunderts im Rurtal als dreiflügelige Hofanlage in Fachwerkbauweise. Das Anwesen entspricht typologisch der fränkischen Hofanlage, eine Gehöftform die seit dem frühen Mittelalter in dieser Region verbreitet ist, sich weiter entwickelt hat und bis zur Mitte diesen Jh. noch in der tradierten Konzeption gebaut wurde. Aufgrund der charakteristischen Fachwerkzeichnung am Wohnhaus und Wirtschaftstrakten lasst sich die Bauzeit des späten 19. Jh. feststellen. Das zweigeschossige Wohnhaus entspricht dem regional atypischen Wohnspeicherhaus mit Zugang in der Mittelachse. Alle ehemaligen Wohnfunktionen sind heute noch ablesbar, ebenso sind die Wirtschaftsgebäude weitgehend noch im Originalzustand, ihre frühere Zweckbestimmung ist heute noch ablesbar. Somit dokumentiert die Anlage einen charakteristischen Aussiedlerhof der Gründerzeit, an dessen Erhaltung ein öffentliches Interesse besteht. Das Objekt lässt Rückschlüsse auf die damaligen Lebensgewohnheiten seiner Bewohner zu, so dass die Erhaltung aus volkskundlichen und geschichtlichen Gründen im öffentlichen Interesse liegt. | 19. Jh.                 | 27.07.1992       | 111             |
| Bewershof                           | Bewershof                              | Nideggen Hindenburgstraße 3-5 Karte                        | Herrenhaus einer großen Hofanlage und Stadtmauer–Rundturm. Das in 2 Bauabschnitten vermutlich im 17. u. 18. Jahrhundert errichtete 2-geschossige Gebäude mit sechsachsiger Hoffront ist ein breitgelagerter Sandsteinbau aus Bruchstein, errichtet auf der Stadtmauer. Fenster- und Türgewände aus Haustein; Eingangstüren in der 2. u. 5. Achse. Fenster urspr. als große Kreuzstockfenster angelegt, im 18. Jh. verkleinert. Linke Schmalseite durch Anbau verstellt. Walmdach, rechte Schmalseite Fachwerkgiebel. An der Ecke der Stadtmauer Rundturm mit verschieferter Schweifhaube. Rückwärtig unregelmäßig verteilte Fenster, zum Teil zugesetzte Schießscharten der Stadtmauer. | 17. – 18. Jh.           | 22.05.1984       | 015             |
| Wohnhaus und Gaststätte             | Wohnhaus und Gaststätte                | Nideggen Im Altwerk 1                                      | |                         |                  | 132             |
| Bruchsteinbau                       | Bruchsteinbau                          | Nideggen Im Altwerk 12 Karte                               | Das Bruchsteinhaus stammt im Kern aus dem 14. oder 15. Jahrhundert. Eingreifende Umbauten in der 1. Hälfte des 19. und 20. Jahrhunderts. 2-geschossiges, traufenständiges Bruchsteinhaus mit Satteldach, die Straßenfront im 20. Jh. vollständig modern vorgeblendet, rückwärtige Front mit rundbogigem, vermauertem Tor aus der Bauzeit, im OG 2 Fenster des 19. Jh. mit Sandsteingewänden, die rückwärtige Front zum großen Teil durch spätere Anbauten verstellt, an den beiden seitlichen Giebelfronten unter dem Dachfirst spätgotisches, rundbogiges Fenster mit Rotsandsteingewänden, dem Bogen ein halbierter Vierpass eingestellt, diese Fensterform an beiden Giebelfronten. | 14. Oder 15. Jh.        | 26.02.1986       | 043             |
| Fachwerk Wohnhaus                   | Fachwerk Wohnhaus                      | Nideggen Im Altwerk 9 Karte                                | Es handelt sich um ein zweigeschossiges aus der Bauflucht zurückspringendes traufenständiges Fachwerkwohnhaus. Die Straßenfront ist leider verputzt und das Fachwerk nicht erkennbar. Das Haus hat zwei jeweils rechtwinkelig anschließende Fachwerkspeicherflügel und stammt aus dem 18. Jahrhundert. Es war und ist im Ensemble mit den Fachwerkbauten des Straßenzuges ein bedeutsames Zeugnis der städtebaulichen Entwicklung Nideggens. Die Außenhaut und die Anordnung der drei Gebäudeteile zueinander sind schützenswert. | 18. Jh.                 | 25.02.1986       | 041             |
| Fachwerkhaus                        | Fachwerkhaus                           | Nideggen Im Altwerk 3 Karte                                | Das stattliche dreigeschossige Fachwerkhaus ist wohl in der 2. Hälfte des 19. Jahrhunderts entstanden. Es ist als traufständiges Wohnhaus konzipiert mit 5 Achsen; Die Mittelachse ist als Risalit vorgezogen und Dachbereich übergiebelt. Das Objekt ist von Bedeutung für die Bau- und Siedlungsgeschichte der Stadt Nideggen und gibt Aufschluss über die Wohn- und Lebensgewohnheiten des 19. Jahrhunderts in dieser Region. | 2. H. 18. Jh.           | 13.07.1983       | 011             |
| Wohnhaus                            | Wohnhaus                               | Nideggen Im Altwerk 8 Karte                                | Der breit gelagerte traufständige Fachwerkbau stammt aus dem frühen 18. Jahrhundert. Im Ensemble mit dem nahegelegenen Stadttor und den zahlreichen Fachwerkbauten des Straßenzuges bedeutsam für die städtebauliche Geschichte. | frühes 18. Jh.          | 22.10.1985       | 040             |
| weitere Bilder                      | Burg Nideggen                          | Nideggen Kirchgasse Karte                                  | Ausgangspunkt der Stadt Nideggen war die nach Erwerb der Waldgrafschaft 1177 von Graf Wilhelm II. von Jülich auf steiler Sandsteinklippe über dem Rurtal errichtete Burg, die heute z. T. als Ruine erhalten ist. Von dem an die Burg anschließenden Burgflecken stehen noch die zu Anfang des 13. Jahrhunderts errichtete, die Zwingmauern der Burg fortsetzende Ummauerung mit dem mächtigen Torbau (sog. Nytstor) und die innerhalb des ehem. Fleckens gelegene Kirche. Die Stadt wurde unter Graf Gerhard von Jülich (1297–1328) am Fuß des Burgbergs planmäßig um zentralen Marktplatz angelegt und fortiffikatorisch mit Burg und Flecken verbunden. Die Burg Nideggen war im 13. und 14. Jahrhundert bevorzugte Residenz der Grafen und späteren Herzöge (seit 1356) von Jülich, spielte eine wichtige Rolle im Streit zwischen Jülich und Kurköln um die Festung Zülpich. Niedergang seit Aussterben des jülischen Hauses 1423. Verfall seit der Eroberung durch brabantische Truppen in der sog. Jülicher Fehde 1542. Im 19. Jahrhundert die Ruine als Steinbruch genutzt. Nach starker Kriegszerstörung bis 1960 wiederhergestellt. Eine umfangreiche Höhenburg des 12.–14. Jahrhunderts, die heute zu den eindrucksvollsten Burgruinen des Rheinlandes zählt. Annähernd rechteckige Anlage mit großem Innenhof und tiefer gelegenen kleinen Vorhof, nahe verwandt der von den Grafen von Sayn errichteten Burg Blankenheim an der Sieg. Kern der Anlage der mächtige, in Front gestellte Bergfried des 12. Jahrhunderts mit kreuzgewölbter Burgkapelle im Erdgeschoss, in deren Mauerstärke fünf halbrunde Nischen liegen. Der Oberbau des Bergfrieds um 1350 erneuert. Die ursprüngliche Wohnturmanlage erweitert durch den um 1340/50 unter Markgraf Wilhelm V. errichteten gewaltigen Palas an der Südseite, der ehem. zu den größten und hervorragenden mittelalterlichen Saalbauten Deutschlands gehörte. Erhalten nur noch Reste der Außenwand mit zwei polygonalen Ecktürmen und dem viereckigen Küchenturm (heute Burgklause). Nach dem Krieg Rekonstruktion des Bergfrieds und der Pförtnerwohnung am äußeren Burghof. Die Anlage ist ein überaus eindrucksvolles Zeugnis mittelalterlicher Festungsbauweise. | 1177                    | 07.02.1984       | 013             |
| weitere Bilder                      | Kath. Pfarrkirche St. Johannes Baptist | Nideggen Kirchgasse Karte                                  | Die baulich sehr bemerkenswerte romanische Pfarrkirche wurde im 1. Viertel des 13. Jahrhunderts erbaut. 3-schiffige Sandsteinbasilika mit vorgestelltem Westturm, der Turm viergeschossig, zur Südseite weitgehend mit erhaltenem Mauerwerk, das westliche Turmportal erneuert, das Langhaus zu 4 Jochen, in der 2. Achse rundbogiges Portal mit eingestellter Säule und Kapitellen sowie Ringwulst, darüber Lünettenöffnung mit eingestelltem Fächer, die rundbogigen Fenster mit spitzbogigem Überfang und eingezogenen Wulst der gestelzte Chor außen mit 3 Blendbögen und mittlerem Fenster, darüber Rundbogenfries, halbrunde, niedrige Apsis, mit drei Fenstern, eingestellt Säulen mit Ringwulst in der Archivolte, Lisenengliederung mit Rundbogenfries, oberhalb der Apsis Triumphblendbogen, die Seitenschiffe mit halbrunder, östlicher Apsis, diese mit Lisenen und Rundbogenfriesgliederung, im Innenraum das Kirchenschiff mit halbrunden Säulenvorlagen, das Triforium mit eingestellten Doppelsäulen, moderne Betondecke, die Nebenschiffe kreuzgratgewölbt, darüber offene Emporen, die halbrunde Apsis mit Ausmalung, die Ausstattung mit reichem Skulpturenschmuck des 15./16. Jh.; in der Kirchhofmauer Reste von Grabkreuzen des 17. Jh. aus Sandstein. | 1. V. 13. Jh.           | 12.03.1987       | 066             |
| Pfarrhaus                           | Pfarrhaus                              | Nideggen Kirchgasse 6 Karte                                | Das Pfarrhaus neben der kath. Pfarrkirche St. Johannes Baptist stammt aus dem 17./18. Jh.; 2-geschossiges Bruchsteinhaus aus Sandstein, mit rechter Dachabwalmung, linksseitig moderner Anbau dieser verputzt, zum Weg hin 3 Achsen mit mittlerem Eingang, unterschiedliche Fenstergröße, im rechten Anschluss Sandsteinmauer mit rundem Torbogen, die Kämpfer profiliert, rechte Schmalseite des Hauses zu 3 Achsen, die Fenster urspr. vergittert, die Hofseite zu 5 Achsen, der urspr. mittlere Eingang zum Fenster verändert, der Hof durch äußere Mauer begrenzt, in der Mauer Pforte. Im Baumgarten nördlich von Kirche und Pfarrhaus Fundamente älterer, zur ehem. Kommende gehöriger Bauten. | 17. – 18. Jh.           | 12.03.1987       | 067             |
| Fachwerkhof                         | Fachwerkhof                            | Nideggen Kirchgasse 7 Karte                                | Zweigeschossiges Fachwerkhof zu vier Achsen, Giebel rückseitig zum Erdgeschoss herabgezogen. Besonders wichtig im Ensemble mit Nachbarhaus, Pfarrhaus und Kirche als historisches Zeugnis für Wohnbebauung im Vorburgbereich. |                         | 22.05.1984       | 016             |
| Fachwerkhof                         | Fachwerkhof                            | Nideggen Kirchgasse 9 Karte                                | 2 geschossiges Fachwerkhaus nach 1900. Bruchsteingiebel, 4 Achsen, mittlerer Eingang. Wegen exponierter Lage zur Kirche und zum Pfarrhaus wichtig als Zeugnis für histor. Wohnbebauung im Vorburgbereich. | nach 1900               | 22.05.1984       | 017             |
| Ratskeller                          | Ratskeller                             | Nideggen Markt 1 Karte                                     | Bei dem Baukomplex handelt es sich um ein dem Straßenverlauf angepassten zweigeschossigen Sandsteinbau aus dem 18. Jahrhundert zu drei Achsen mit mittlerem rundbogigem Eingang, der Eingang mit Keilstein und profilierten Kämpfern, flankiert von Okuli, im Obergeschoss die Fenster mit geradem Sturz, das Haus giebelseitig aus verputztem Fachwerk, dem rechten Giebel vorgelagert, ein zweigeschossiger, einachsiger Anbau mit Fensteröffnungen nach links ein hoher korbbogiger Torbogen mit profilierten Kämpfern und Keilsteinen. Die Tormauer nach links fortgesetzt auf die linke Mauerkrone aufgestützt ein zweigeschossiger Scheunenanbau aus Fachwerk mit der Schmalseite zur Straße, Walmdach. | 18. Jh.                 | 15.07.1987       | 075             |
| Café am Markt                       | Café am Markt                          | Nideggen Markt 2 Karte                                     | Das o. g. Gebäude befindet sich an prägnanter Stelle in historischem Bereich der Stadt Nideggen, am Marktplatz. Die Jahreszahl 1763 zeigt Maueranker im zweigeschossigen Bruchsteinhaus, das mit einer weißen Schlämme eingefärbt ist. Als Eckbebauung zeigt die Traufseite zum Markt hin, die Giebelseite mit Abwalmung zur Graf–Gerhard–Straße. Sämtliche Fenster und Türen haben Sandsteingewände mit geradem Sturz. Eine ehemalige rundbogige Toreinfahrt ist nach Nutzungsänderung zu einem verglasten Schaufenster umgebaut worden. Über der Eingangstür Muschelnische für eine Heiligenfigur. Im Inneren des Hauses moderner Ausbau zu einer Bäckerei mit Café. Die alten Innentüren aus dem frühen 18. Jh. sind noch z. T. erhalten. Das beschriebene Gebäude ist nicht allein aufgrund seines Alters und der für diese Zeit typischen Architekturmerkmale ein gutes Beispiel für die regionale Bauweise, die qualitätsvollen Einbauten sind Zeugnisse für die ausgeprägte Handwerkstechnik der damals ansässigen Werkstätten. Die exponierte Lage im historischen Stadtmittelpunkt gibt Aufschluss über die Stadtentwicklung Nideggens, die Stadt hatte vor allem im Mittelalter aufgrund seiner bedeutenden Höhenburganlage ihre Blütenzeit. Demnach ist das Gebäude von Bedeutung für die Stadtgeschichte Nideggens und seiner Baugeschichte. | 1763                    | 15.06.1983       | 009             |
| Marktplatz und Sandsteinkreuz       | Marktplatz und Sandsteinkreuz          | Nideggen Marktplatz Karte                                  | Der polygonal zugeschnittene Marktplatz mit beherrschenden Lindenbaum wird umrahmt von denkmalwerten Gebäuden. Spätgotisches Sandsteinkreuz über vierstufigen Sockel (15. Jh.), kein Korpus. | 15. Jh.                 | 17.12.1984       | 029             |
| Stadtbefestigung einschl. Stadttore | Stadtbefestigung einschl. Stadttore    | Nideggen Stadtkern Karte                                   | Die Stadt Nideggen wurde unter Graf Gerhard von Jülich (1297–1328) planmäßig am Fuße des Burgberges zum zentralen Marktplatz angelegt und fortifikatorisch mit Burg und Flecken verbunden. Von der Stadtbefestigung des 14. Jh. sind die Ringmauer mit Rund- und Halbtürmen erhalten (nicht in voller Höhe) sowie die im 19. Jh. ausgebauten Stadttore, dem Dürener und Zülpicher Tor. Das Brandenberger Tor ist nicht mehr erhalten. Nideggen, das Sitz des größten Amtes im Herzogtum Jülich war, ist ein typisches Festungsstädtchen. Neben der Burganlage ist die Stadtbefestigung eines der bedeutendsten Denkmäler des Mittelalters im Rheinland. Ihre Erhaltung liegt aus wissenschaftlichen, ortsgeschichtlichen und architekturgeschichtlichen Gründen in besonderem öffentlichem Interesse. | 14. Jh.                 | 12.01.1983       | 001             |
| Ehrenmal Kriegerdenkmal v. 1870     | Ehrenmal Kriegerdenkmal v. 1870        | Nideggen Von-Siebold-Straße Karte                          | Bei dem Objekt handelt es sich um ein Ehrenmal. Auf pyramidenartig aufgeschichteten Buntsandsteinen steht auf einem weiteren Sockel ein gusseisernes Kreuz mit der Inschrift 1870 auf der Rückseite. Auf der Vorderseite ist eine weitere Inschrift und ein Eichzweig. Hinter dem Kreuz steht eine große Linde. Das Ehrenmal ist bedeutend für die Geschichte des Menschen, da es zur Erinnerung an gefallene Soldaten errichtet wurde. Es ist damit nicht nur Ehrenmal, sondern auch Warnmal für die Zukunft. Daher besteht an der Erhaltung ein öffentliches Interesse. | 12.02.1905              | 27.01.1997       | 122             |
| Marienkapelle                       | Marienkapelle                          | Nideggen Zülpicher Straße Karte                            | Es handelt sich um eine Kapelle (Marienkapelle), die 1818 errichtet wurde. Der kleine Saalbau aus Rotsandstein, mit 3 seitigem Chorschluss, Westfront mit Volutengiebel, schiefergedeckter, hölzerner Dachreiter wurde im Zweiten Weltkrieg zerstört, danach jedoch wieder aufgebaut. | 1818                    | 26.02.1986       | 044             |
| Rathaus                             | Rathaus                                | Nideggen Zülpicher Straße 1 Karte                          | Zum Ende der 1950er Jahre wurde ein Rathausneubau anstelle des kriegszerstörten Verwaltungsgebäudes am historischen Ort, dem Marktplatz der Stadt Nideggen, errichtet. Wie im Stadtbereich üblich, wählte man als Baumaterial den ehemals in dieser Region abgebauten Rotsandstein; in der Formsprache setzte man das traditionelle Bauen der 1920er und frühen 1930er Jahre fort mit der Absicht, zum einen sich dem Erscheinungsbild des zerstörten Vorgängerbaues anzugleichen, ohne ihn zu kopieren, zum anderen den charakteristischen historischen Marktplatz von Nideggen zu komplettieren und harmonisch abzurunden. Zwei- bis dreigeschossiges Rotsandsteingebäude auf rechteckigem Grundriss mit Walmdach in Schieferdeckung und schlankem Dachreiter. Die Außenmauern sind aus regelmäßigem Quadern gefügt, rhythmische Fensteranordnungen gliedern die Fassade. Die Ausbildung der einteiligen Sprossenfenster mit waagerechter Teilung in der Mitte entspricht der Formensprache der Entstehungszeit und ist bestimmend für das repräsentative Erscheinungsbild des Gebäudes. Der überbaute Haupteingang befindet sich an der Zülpicher Straße sowie auch beim Vorgängerbau. Im Inneren ist die Grundrissdisposition und auch die Einrichtung nahezu unverändert. Das Treppenhaus ist in Material, Form und Ausstattung (Fußboden, Geländer, Türen mit Beschlägen, Beleuchtung sowie messingverglastes, großflächiges Fenster) völlig original und moderner in den Gestaltungen und Details als das Äußere des Gebäudes. Unverändert sind auch Direktorenzimmer und Sitzungssaal. Im Dachgeschoss lässt sich die ehemalige Dienstwohnung, die über ein separates Treppenhaus erschlossen wurde, noch ablesen. Demnach ist das Gebäude von Bedeutung für die Geschichte des Menschen. Städte und Siedlungen, seine Erhaltung liegt aus baugeschichtlichen, ortsgeschichtlichen und städtebaulichen Gründen im öffentlichen Interesse. | 1920er und 1930er Jahre | 10.03.1986       | 046             |
| Kapelle und Pfarrhaus               | Kapelle und Pfarrhaus                  | Rath Rather Straße 97 Karte                                | Bei dem Objekt handelt es sich um die Kapelle und das Pfarrhaus (Eremitage) in Nideggen-Rath, die als Einheit anzusehen sind. Die Kapelle ist relativ glatt verputzt und steht zur Straße hin mit halbkreisförmiger Apsis. An ihrer linken Traufseite hat sie drei rundbogige Fenster. Das linke Fenster über dem Eingang mit geradem Sturz, die Gewände aus Sandstein. Die Kapelle wurde nach Kriegsbeschädigungen wiederhergerichtet. Zu den weiteren Details gehören eine kleine Empore, Glocken–Dachreiter und die Schiefereindeckung. Rechts im Rücksprung an die Kapelle angesetzt ist die giebelständige Eremitage, ein Fachwerkbau des 19. Jahrhunderts. Der Giebel wurde später aufgestockt und der Zwischenraum zur Kapelle durch einen leicht vorgekragten Massivbau ausgefüllt. Beide Bauteile haben einen gemeinsamen Giebel. | 19. Jh.                 | 01.03.1989       | 086             |
| Fachwerkhofanlage                   | Fachwerkhofanlage                      | Rath Zum Horstet 21 Karte                                  | Bei dem denkmalwerten Gebäude, Zum Horstet 21, in Nideggen-Rath handelt es sich um eine 4-flügelige Hofanlage mit Kern aus dem 18. Jahrhundert, die Ende der 1970er Jahre instand gesetzt wurde. Zwischen Wohn- und Scheunenteil wurde ein moderner Zwischentrakt gebaut, der mit dem offenen Kamin in Bruchsteinbauweise mit Betonteilen nicht unter den Eintragungsumfang fällt. Die Hofanlage aus Fachwerk mit Bruchstein im Erdgeschoss weist zur Straße rechts ein giebelständiges Wohngebäude auf mit hofseitiger Abknickung auf. Es hat unregelmäßig angeordnete kleine Fenstern. Rückwärtig an das Wohnhaus schließt sich der eben genannte moderne Anbau vorkragend an. Im rückwärtigen Hofbereich stehen zwei Wirtschaftsbauten mit gleicher Flucht allerdings mit unterschiedlicher Firsthöhe aus Fachwerk. Sie wurden wohl als Scheune und Stall genutzt. Links zur Straße liegt ein hochgelegener Speicherbau mit Bruchsteinmauer im Erdgeschoss mit einem vermauerten Fenster. Die Giebelseite zum Hof hin weist einem hochgelegenen Eingang mit Nebenfenstern, im unteren Bereich ein kleines Sprossenfenster auf. Speicher und Wohnhaus wurden durch eine Bruchsteinmauer verbunden, die durch die Hofeinfahrt unterbrochen ist. Das Objekt wird in die Denkmalliste der Stadt Nideggen eingetragen, weil es sich um ein fast vollständig, wenn auch mit Veränderungen erhaltene Hofanlage handelt, an der die damalige Lebens- u. Wirtschaftsweise ihrer Bewohner ablesbar ist. | 18. Jh.                 | 03.02.1992       | 100             |
| Fachwerkwinkelhofanlage             | Fachwerkwinkelhofanlage                | Schmidt Froitscheidter Straße 82 Karte                     | Die zweigeschossige Winkelhofanlage aus Fachwerk wurde im 18. Jahrhundert erbaut, wobei das rückwärtige Wohnhaus giebelseitig verkleidet ist. Die Traufseite zum Hof zu 3 Achsen, die Tür nach der 2. Achse. Rechts schließt ein kurzer Stallteil mit massivem Erdgeschoss an. Außerdem der rechte giebelständige Querflügel mit hoher Toreinfahrt und weiterem Stallteil. Das Objekt wird in die Denkmalliste der Stadt Nideggen eingetragen, weil es detaillierte Rückschlüsse auf die damalige Lebensweise auf einem landwirtschaftlichen Anwesen gibt. Speziell die Anordnung der Zimmer der damit verbundenen Wohneigenschaften, aber auch seine Architektur und Baukonstruktion ist aus diesem Grunde interessant. | 18. Jh.                 | 12.12.1990       | 099             |
| Ehem. Hammeranlage                  | Ehem. Hammeranlage                     | Schmidt Gem. Schmidt Flur 8 Parzelle 99 und 5 Karte        | Historisches Hammerwerk im Kalltal, ab 1806 durch Kaiserlichen Dekret Napoleons in Betrieb. Die Entstehungszeit ist zum Ende des 18. Jahrhunderts zuzuschreiben, umfangreiche Restaurierungsmaßnahmen wurden nach dem Zweiten Weltkrieg durchgeführt. Beschreibung und Anlage im Einzelnen: Zweigeschossiges Fachwerkwohnhaus mit unregelmäßige Fensteranordnung und später angesetzter Laube sowie der Giebelseite vorgestelltem, geschlossenen Windfang. Seitlich davon großer Stauweiher mit Schleuse. Oberschlächtiges gegossenes Wasserrad mit Vorgelage, die Welle des Rades führt in eingeschossiges Bruchsteinhaus mit korbbogiger seitlicher Zufahrt (Hammeranlage). Daran im rechten Winkel anschließend langgestreckter 2-geschossiger Bruchsteinbau, verputzt, der vordere freistehende Giebel im Obergeschoss aus Fachwerk Traufseite (ehemaliges Gesindehaus) sowie Produktionsgebäude. Hochofen an den Hang angelehnt aus Bruchstein mit rundbogigem Nischenöffnungen zur Brennkammer (runde Innenesse) mit inneren Gewölbe, darin Rauchabzugsöffnung. Der Ofen ist 4-kantig auf quadratischem Grundriss, daneben nach rechts ein gemauertes Steuermundloch. Zur Anlage gehören umfängliche Graben- und Bewässerungsanlagen mit Stauwehren und Schleusen. (Siehe Lageplan der Antragsteller). Die beschriebene Anlage ist eine bedeutende und recht vollständige Eisenverarbeitungsanlage dieser Region aus der vorindustriellen Zeit. Sie ist bedeutend für die Geschichte der Menschen und seine Arbeits- und Produktionsverhältnisse. Seine Erhaltung liegt aus ortsgeschichtlichen und technikgeschichtlichen Gründen im öffentl. Interesse. Am 11. Juli 1985 wurde die ehem. Hammeranlage, Zweifallshammer in die Denkmalliste der Stadt Nideggen eingetragen. In diesem Bereich fallen auch ein ehemaliger Bergwerksstollen und ein ehemaliger Lagerschuppen. Der Bergwerksstollen mit Türanlage mit Schutzdach liegt im Hang und ist stark verfallen. Der vordere Stollenbereich ist ausgesteift mit einer bruchsteinernen Außenmauerung mit Gewölbe. Daran anschließend Natursteinstollen, z. T. durch Geröllmassen verschüttet. Der Stollen befindet sich in Verlängerung der Firstlinie des Gesinde-Hauses auf Parzelle Nr. 99. Der ehemalige Lagerschuppen ist ein niedriges, eingeschossiges Fachwerk-Gebäude mit schwach geneigtem Satteldach. Regelmäßig angeordnete Sprossenfenster an hofseitiger Fassade und Giebeln. Auf Parzellen Nr. 5 neben Fachwerk-Wohnhaus an der Kall gelegen. Der Bergwerksstollen und der Lagerschuppen gehören zum Gesamtobjekt „ehemalige Hammeranlage“, und sind somit für die Geschichte des Menschen und die damaligen Arbeits- u. Produktionsverhältnisse erhaltenswert. | E. 18. Jh.              | 11. Juli 1985    | 039             |
| Bruchsteinwinkelhofanlage           | Bruchsteinwinkelhofanlage              | Schmidt Nideggener Straße 89 Karte                         | Es handelt sich um eine Winkelhofanlage aus Bruchstein und Fachwerk mit Ankersplinten aus dem Jahre 1810. Der Wohnteil ist zweigeschossig, giebelständig mit Krüppelwalmdach mit einer Giebelfront zu 3 Achsen. Die Fenster im Erdgeschoss sind verändert, im Obergeschoss mit hölzernen Blockzargen. Die hofseitige Trauffront ist 3-achsig mit Haustür in der Mittelachse, verbrettert, hier die Fenster mit modernen Ganzglasscheiben. Außerdem ein niedriger, verbretterter Stall und Scheunenteil; linker Anbau heute modern verändert. Das Objekt soll in die Denkmalliste der Stadt Nideggen eingetragen werden, weil es sich um eine der wenigen gut erhaltenen Winkelhofanlagen in Nideggen–Schmidt handelt. Nicht nur sein Alter, sondern auch seine Architektur und Anordnung lassen Rückschlüsse auf seine Bewohner zu und lassen Vergleiche zu ähnlichen Bauten bis in die Gegend um Monschau zu. | 1810                    | 10.12.1990       | 098             |
| Winkelhofanlage                     | Winkelhofanlage                        | Schmidt Schefferstraße 10 Karte                            | Es handelt sich um eine Winkelhofanlage aus Fachwerk mit Inschrift 1691 im Türsturz. Die Winkelhofanlage ist anderthalbgeschossig, Giebel mit einhüftig tiefergezogenem Dach, modern verbrettert, hofseitige Trauffront mit weitgehend erneuertem Fachwerk, Fenster im Obergeschoss sind zu Gruppen zusammengefasst. Im Winkel anschließender Wirtschaftsteil, ehemals mit Einfahrtstor, in das später ein modernes Fenster eingebaut wurde, später angesetzter niedriger eingeschossiger Flügel, Torbogen als Grundstücksdurchfahrt (bedacht) offenbar von einem anderen Hof hierher versetzt in grauem Naturstein. | 1691                    | 04.04.1989       | 087             |
| Bildstock „Courth“                  | Bildstock „Courth“                     | Wollersheim B 265 Richtung Zülpich Karte                   | Bildstock aus 1867, H 205, B 75, St. 75, Buntsandsteinquader, Rundbogennische mit Eisengitter, dachförmiger Abschluss. Eingemeißelte Inschrift 1978 nachgearbeitet. | 1867                    | 08.04.1986       | 049             |
| weitere Bilder                      | Burg Gödersheim                        | Wollersheim Burg Gödersheim Karte                          | Die Burg Gödersheim gehört zu den Rhein. Wasserburgen. Sie wurde um 15. Jh. erbaut und entspricht dem Typus einer Hallenburg (vergl. Burg Disternich). Die zugehörige ehem. Vorburg und das Herrenhaus waren von Wasser umgeben. Die Anlage, deren Gräben heute verschüttet sind, besteht heute nur noch in ihrem Außenmauerwerk; von der Vorburg sind nur noch die Reste des Rundturmes erhalten. Das ehem. Herrenhaus auf rechteckigem Grundriss zeigt noch charakteristische Merkmale einer spätmittelalterlichen Wehranlage wie z. B. Eckwartenfragmente und Rundbogenblende der ehem. Zugbrückenanlage. Darüber hinaus weisen Architekturdetails wie Kreuzstockfenster, Abwurferker auf die Bauzeit um 15. Hundert hin. Die Reste der Burganlage sind somit bedeutend für die Siedlungsgeschichte der Stadt Nideggen und geben Aufschluss über die Entwicklung von Bauten der Verteidigung im Mittelalter in dieser Region. Darüber hinaus bezeichnet die Anlage einen besonderen Burgtypus, der sich nicht wie andere Burgen im Rheinland weiter entwickelt hat, sondern sein ursprüngliches Erscheinungsbild beibehalten hat. Demnach ist die Anlage bedeutend für die Burggeschichte. | 15. Jh.                 | 22.10.1993       | 113             |
| weitere Bilder                      | Gödersheimer Mühle                     | Wollersheim Gödersheimer Mühle 1 Karte                     | Die Gödersheimer Mühle gehört zu einer Folge von Mühlenanlagen entlang dem Neffelbach. Der Mühlenkomplex ist wohl die älteste Mühlengründung, ehemalige Fensteröffnungen am Haupthaus weisen auf eine Entstehungszeit im 16. Jh. hin. Das Herrenhaus (Haupthaus), ein 2-gesch. Bruchsteingebäude mit Walmdach birgt auch die Mühlenanlage, deren Mahlstühle noch vorhanden sind. Die Architekturmerkmale, wie ursprüngliche Sandsteingewände und Eckquaderung entsprechen denen, der nahegelegenen Burgruine Gödersheim aus dem 15.–16. Jh. Die Wirtschaftsgebäude, die mit dem Herrenhaus eine Dreiflügelhofanlage bilden, sind in Fachwerkbauweise erstellt und im 17. Jh. entstanden. Im hinteren Bereich befindet sich ein Backhaus aus Sandsteinmauerwerk. Das Gehöft ist wegen seiner Einheit und Geschlossenheit von besonderem Wert. Fast alle ursprünglichen Gebäude und Anlagen sind noch erhalten und ihre ehemalige Funktion ablesbar. Die Hofanlage ist für die Siedlungsgeschichte der Stadt Nideggen von besonderem Wert und gibt Aufschluss über Arbeits- und Produktionsverhältnisse sowie die Lebensweise der damaligen Zeit | 16. Jh.                 | 12.01.1983       | 006             |
| Mühlengraben in der Neffelbachaue   | Mühlengraben in der Neffelbachaue      | Wollersheim Parz 120, 121, 107, 108 / Flur 1 Karte         | Der Mühlengraben liegt auf den Parzellen: 89/Flur 1, 117/Flur 1, 120/Flur 1, 121/Flur 1, 107/Flur 1, 108/Flur 1, 102/Flur 1, 1/Flur 1, 18/Flur 1 tlw. der Gemarkung Wollersheim und 27/Flur 1, 23/Flur 10 tlw., 25/Flur 10, 31/Flur 10, 32/Flur 10, 43/Flur 10, 72/Flur 9, der Gemarkung Embken. Der Mühlengraben ist eine wasserbautechnische Einrichtung vergangener Jahrhunderte, die bis heute mit den dazugehörigen Mühlen erhalten blieb. Der Mühlengraben liegt unterhalb der Neffelbachquelle und tangiert die Gödersheimer Mühle, Wasserburg Gödersheim (Getreidemühle), Gödersheimer Ölmühle (Baurs Mühle), Rentmühle und Nicksmühle. Die Mühlen stellen mit den intakten Grabenanlagen herausragende Denkmäler der Kultur- und Technikgeschichte dar. Der Mühlengraben ist bedeutend für die Geschichte der umliegenden Orte, der Stadt Nideggen mit ihrer historischen Geschichte, aber auch für die Besiedelung allgemein, weil er Voraussetzung und wichtige Grundlage für ursprüngliche Besiedelung (römisch und mittelalterlich) war. |                         | 02.06.2009       | 131             |
| Mühlengraben in der Neffelbachaue   | Mühlengraben in der Neffelbachaue      | Wollersheim Parz. 102 / Flur 1 Karte                       | Der Mühlengraben liegt auf den Parzellen: 89/Flur 1, 117/Flur 1, 102/Flur 1, 1/Flur 1, 18/Flur 1 tlw. der Gemarkung Wollersheim und 27/Flur 1, 23/Flur 10 tlw., 25/Flur 10, 31/Flur 10, 32/Flur 10, 43/Flur 10, 72/Flur 9, der Gemarkung Embken. Der Mühlengraben ist eine wasserbautechnische Einrichtung vergangener Jahrhunderte, die bis heute mit den dazugehörigen Mühlen erhalten blieb. Der Mühlengraben liegt unterhalb der Neffelbachquelle und tangiert die Gödersheimer Mühle, Wasserburg Gödersheim (Getreidemühle), Gödersheimer Ölmühle (Baurs Mühle), Rentmühle und Nicksmühle. Die Mühlen stellen mit den intakten Grabenanlagen herausragende Denkmäler der Kultur- und Technikgeschichte dar. Der Mühlengraben ist bedeutend für die Geschichte der umliegenden Orte, der Stadt Nideggen mit ihrer historischen Geschichte, aber auch für die Besiedelung allgemein, weil er Voraussetzung und wichtige Grundlage für ursprüngliche Besiedelung (römisch und mittelalterlich) war. |                         | 02.06.2009       | 126             |
| Mühlengraben in der Neffelbachaue   | Mühlengraben in der Neffelbachaue      | Wollersheim Parz. 117 / Flur 1 Karte                       | Der Mühlengraben liegt auf den Parzellen: 89/Flur 1, 117/Flur 1, 102/Flur 1, 1/Flur 1, 18/Flur 1 tlw. der Gemarkung Wollersheim und 27/Flur 1, 23/Flur 10 tlw., 25/Flur 10, 31/Flur 10, 32/Flur 10, 43/Flur 10, 72/Flur 9, der Gemarkung Embken. Der Mühlengraben ist eine wasserbautechnische Einrichtung vergangener Jahrhunderte, die bis heute mit den dazugehörigen Mühlen erhalten blieb. Der Mühlengraben liegt unterhalb der Neffelbachquelle und tangiert die Gödersheimer Mühle, Wasserburg Gödersheim (Getreidemühle), Gödersheimer Ölmühle (Baurs Mühle), Rentmühle und Nicksmühle. Die Mühlen stellen mit den intakten Grabenanlagen herausragende Denkmäler der Kultur- und Technikgeschichte dar. Der Mühlengraben ist bedeutend für die Geschichte der umliegenden Orte, der Stadt Nideggen mit ihrer historischen Geschichte, aber auch für die Besiedelung allgemein, weil er Voraussetzung und wichtige Grundlage für ursprüngliche Besiedelung (römisch und mittelalterlich) war. |                         | 02.06.2009       | 128             |
| Mühlengraben in der Neffelbachaue   | Mühlengraben in der Neffelbachaue      | Wollersheim Parz. 126 / Flur 1 Karte                       | Der Mühlengraben liegt auf den Parzellen: 89/Flur 1, 117/Flur 1, 102/Flur 1, 1/Flur 1, 18/Flur 1 tlw. der Gemarkung Wollersheim und 27/Flur 1, 23/Flur 10 tlw., 25/Flur 10, 31/Flur 10, 32/Flur 10, 43/Flur 10, 72/Flur 9, der Gemarkung Embken. Auf den Parz. 126 Flur 1 Gem. Wollersheim hat der Mühlengraben mit dem Neffelbach einen gemeinsamen Verlauf. Der Mühlengraben ist eine wasserbautechnische Einrichtung vergangener Jahrhunderte, die bis heute mit den dazugehörigen Mühlen erhalten blieb. Der Mühlengraben liegt unterhalb der Neffelbachquelle und tangiert die Gödersheimer Mühle, Wasserburg Gödersheim (Getreidemühle), Gödersheimer Ölmühle (Baurs Mühle), Rentmühle und Nicksmühle. Die Mühlen stellen mit den intakten Grabenanlagen herausragende Denkmäler der Kultur- und Technikgeschichte dar. Der Mühlengraben ist bedeutend für die Geschichte der umliegenden Orte, der Stadt Nideggen mit ihrer historischen Geschichte, aber auch für die Besiedelung allgemein, weil er Voraussetzung und wichtige Grundlage für ursprüngliche Besiedelung (römisch und mittelalterlich) war. |                         | 02.06.2009       | 129             |
| Rentmühle                           | Rentmühle                              | Wollersheim Rentmühle Karte                                | Schon seit dem Mittelalter gibt es nachweislich eine Reihe von Wassermühlen im Neffelbachtal. Bei der o. g. Rentmühle handelt es sich um eine Pachtmühle, so sagt es der Name, ihre Ursprünge können allerdings heute noch nicht eindeutig bestimmt werden. Zur Zeit der Säkularisation wurde die Mühle enteignet und der damals dort schon ansässigen Familie Reuter verkauft. Heute beschreibt der Gebäudekomplex eine dreiflügelige Hofanlage, die sich wie folgt zusammensetzt: Einem Wohnhaus des 18. Jahrhunderts aus verputztem Bruchstein mit Sandsteinfenstergewänden wurde im frühen 20. Jh. ein Fachwerkerweiterungsbau vorangestellt. Dahinter schließt sich ein kleiner Putzbau des 19. Jh. an. An diesen fügt sich im rechten Winkel die Mühle sowie Stallungen an, in Fachwerkbauweise des 18. Jh. Die Mühlenanlage im Winkel untergebracht, ist wegen ihrer seltenen Vollständigkeit besonders hervorzuheben, sie ist heute noch funktionsfähig. Im Norden bilden wiederum Fachwerkwirtschaftsgebäude den Hofabschluss an deren östlichen Giebel eine moderne Halle angebaut wurde, ohne Denkmalwert. Die Hoffläche sowie der vorgelagerte Hausgarten wird von einem schmiedeeisernen Zaun im Stil der 1920er Jahre (Art d’Ecorative) eingefasst. | 18. Jh.                 | 22.05.1984       | 014             |
| Muttergottesfigur                   | Muttergottesfigur                      | Wollersheim Zehnthofstraße 24 Karte                        | In der Außenwand des Anwesens Zehnthofstraße 24 befindet sich in einer Nische eine Muttergottesfigur aus der 1. Hälfte des 17. Jahrhunderts. Sie ist stark überstrichen, ca. 85 cm hoch und ca. 50 cm breit. Die Figur der Muttergottes breitet den Mantel über dem Ehewappen des Zülpicher Amtmannes Werner Roist von Viers (verst. um 1650) und der Lucretia von Lützerode aus. Es ist bislang nicht genau geklärt, ob diese als gut zu bezeichnende Renaissance-Skulptur aus Holz oder Tuff besteht. | 1. H. 17. Jh.           | 25.03.1992       | 108             |
| Hof Herhahn                         | Hof Herhahn                            | Wollersheim Zehnthofstraße 31-33 Karte                     | Der Hof Herhahn ist eine mehrteilige Hofanlage des 18. u. 19. Jh. Die Gebäudegruppe stellt sich wie folgt dar: Das Haupthaus ist giebelständig, 2-geschossig aus verputztem Bruchstein, Datierung in Mauerankern 1747. Fenster in ursprünglicher Größe mit Sandsteingewänden, Hauseingang über doppelschlägig genagelte Türe im Originalzustand. Innenaufteilung weitgehend unverändert mit durchgehendem, ehemaligen mittleren Herdraum, dem später eine Holzspindeltreppe hinzugefügt wurde. Die Kölnerdecken weitgehend erhalten sowie Türen um 1900. Den Abschluss zur Straße bildet eine Mauer, der Hof wird erschlossen über ein Hofportal sowie über eine Fußgängerpforte aus dem 18. Jh. Es schließt sich rechts daneben ein traufständiges, 2-geschossiges Wohnhaus an zu 5 Achsen mit Eingang in der Mittelachse aus dem 18.–19. Jh. im rechten Winkel anschließend der ehemalige Stallbau, im Kern 18. Jh., im 19. Jh. erweitert. Rückseitig die ehemalige freistehende queraufgeschlossene Bruchsteinscheune aus dem 18. Jh. mit rundbogiger Durchfahrt. In der SO-Ecke der Hofanlage liegt wieder an der Straße ein kleines 2-geschossiges Fachwerkhaus aus der 1. Hälfte des 19. Jh., ein ehemaliges Arbeiterwohnhaus. Die beschriebene Hofanlage, hergestellt aus dem regional anzutreffenden Kalkstein, stellt in seiner baulichen Anlage, der ehemaligen Gebäudenutzung und seiner Architektur einen Hofkomplex besonderer Qualität dar. Alte Hofgebäude sind noch vorhanden und deren ehemalige Nutzung und Funktion ablesbar und nachvollziehbar. Die Architekturmerkmale des 18. Jh. sind unverfälscht, die Veränderungen des 19. Jh. grenzen sich klar vom Altbestand ab. Vor allem zeigt das Haupthaus im Inneren originale Einbauten, die lehmverputzten Wände und Decken sind weitgehend unversehrt oder in der alten Technik wiederhergestellt. Die Geschlossenheit, Vollständigkeit und Einheitlichkeit der Anlage hebt ihren historischen Wert. Eingebunden in die Dorfstruktur Wollersheim, die geprägt ist von Gehöften dieser Bauweise, rundet der Hof den Straßenraum harmonisch ab. | 1747,u.18.–19. Jh.      | 12.01.1983       | 007             |
| Fachwerkhaus                        | Fachwerkhaus                           | Wollersheim Zehnthofstraße 35 Karte                        | Der Überlieferung nach stammt das zweigeschossige Fachwerkhaus auf hohem verputztem Sockel aus 1780/1790. Es ist traufenständig angeordnet, wobei die fünfachsige Front mit gequaderten Zementputz versehen ist. Der Eingang liegt in der Mittelachse mit neuer Tür und Freitreppe. Des Weiteren fallen profilierte Putzgewände an Fenstern und Tür auf. Die rechte Giebelseite besteht aus Sichtfachwerk, liegender Stuhl. Rückwärtig schließt sich im Winkel ein Wirtschaftsgebäude an. Das Wohnhaus ist mit einem Krüppelwalmdach versehen. Der fast originale Dachstuhl aus Eiche ist bis auf kleinere Erneuerungen original erhalten. Ehemals stand vor dem Haus ein Kreuz, das mit einem schmiedeeisernen Gitter eingefriedet war. | 1780/90                 | 13.06.1988       | 080             |
| Zehnthof                            | Zehnthof                               | Wollersheim Zehnthofstraße 45 Karte                        | Bei dem o. g. Objekt handelt es sich um eine 4-Flügel-Anlage, überwiegend aus dem 17./18. JH., dem sogenannten Zehnthof. Das Herrenhaus zeigt die Datierung über der Hoftüre 1787, in den Umfassungsmauern findet man noch mittelalterliches Mauerwerk. Die Stallungen sind überwiegend aus dem 18. Jh. Der linke Stallbereich ist weitgehend erneuert. Hinter der großen rückwärtigen Scheune ist noch der ehemalige Graben im Gelände erkennbar. Zugehörig der Garten vor dem Wohnhaus. | 17.–18. Jh. 1747        | 12.01.1983       | 005             |
| Fachwerkhaus                        | Fachwerkhaus                           | Wollersheim Zehnthofstraße 46 Karte                        | Das Haus Zehnthofstraße 46 ist ein zweigeschossiges verputztes Fachwerkhaus aus dem frühen 19. Jahrhundert mit Stilelementen des Klassizismus. Die Straßenfront gliedert sich in sieben Fensterachsen, die doppelflügelige Hauseingangstür, eine Kassettentür mit Oberlicht, befindet sich aus mittig in der 3. Achse. Zum Teil originale Sprossenfenster und Fensterläden sowie geputzte Eckquaderung tragen zum stattlichen Gesamteindruck des Hauses bei. Den Hausabschluss bildet ein Walmdach mit einem Zwerchgiebel über der Mittelachse. Über die Innenausstattung ist bisher nichts bekannt. | frühes 19. Jh.          | 12.03.1986       | 045             |
| Fachwerkhaus                        | Fachwerkhaus                           | Wollersheim Zehnthofstraße 58 Karte                        | Bei dem Objekt handelt es sich um ein zweigeschossiges Fachwerkhaus aus dem 18. Jahrhundert in traufenseitiger Anordnung zur Straße. Charakteristisch ist sein Ständerriegelfachwerk mit großen, geknickten Streben in Geschossbauweise. Sein Eingang liegt auf der Hofseite. Die Fenster sind überwiegend noch aus dem 19. Jh., teilw. Mit modernen Ganzglasfenstern versehen. Geschützt wird das Haus durch ein Satteldach mit Zementziegeleindeckung (Frankfurter). | 18. Jh.                 | 13.06.1988       | 081             |
| weitere Bilder                      | Ehem. Kath. Pfarrkirche Hl. Kreuz      | Wollersheim Zehnthofstraße 62 Karte                        | Bei der ehem. kath. Pfarrkirche Hl. Kreuz handelt es sich um einen Bau aus dem 12. Jh. Im 15./16. Jh. fand eine umfangreiche Restaurierung nach Kriegsbeschädigung statt. Es handelt sich im Einzelnen um eine spätgotische zweischiffige Hallenkirche mit vorgesetztem, romanischen Westturm. Der Westturm ist 5-geschossig aus Bruchstein mit römischen Ziegeln und Eckquaderungen. Im 1. Obergeschoss eine romanische Kapellenanlage, im 2. Obergeschoss Reste einer rundbogigen Lisenengliederung, profiliertes steinernes Traufgesims, Zeltdach. Das ehem. dreischiffige Langhaus wurde im 15./16. Jh. umgebaut. Im Außenmauerwerk befinden sich noch Arkaden und Gewölbeansätzen sowie Pfeiler. Mittlerweile hat die Kirche moderne Fenster, Satteldach ohne Traufgesims und einen langen niedrigen Chor mit 5/8-Schluss. Die Fenster sind stark verunklärt, mit teilweise restaurierten Spitzbögen. Ein neuer Eingang befindet sich an der Südseite, der ehem. Eingang im Westturm ist vermauert. Die ehem. Kirche wird heute als Friedenskapelle genutzt. | 12. 15., u. 16. Jh.     | 27.03.1992       | 109             |
| Brauereianlage von 1791             | Brauereianlage von 1791                | Wollersheim Zehnthofstraße 66 Karte                        | Die ehemalige Datierung in den Mauerankern ist aus 1791. Die Anlage hat erhebliche Veränderungen im 19. u. 20. Jahrhundert erhalten. Das zweigeschossige Wohnhaus aus Bruchstein mit Sandsteingewänden an Türen und Fenster hat teilweise Einbrüche mit neuen oder vergrößerten Fensteröffnungen. Der Eingang mit neuer Tür liegt an der Hofseite. Das Haus hat ein Mansardwalmdach mit kleinen Dachausbauten. An der Hofinnenseite ist ein neuer flachgedeckter Anbau angebaut. Das Brauereigebäude des 19. Jahrhunderts, das nach einem kleinen Zwischenriegel mit Winkel an das Wohnhaus anschließt, ist viergeschossig rau verputzt mit Tordurchfahrt im mittleren Teil. An der Südseite schließen sich Fahrzeughallen, Werkstätten und Wirtschaftsgebäude an. Somit dokumentiert die Anlage eine charakteristische Brauereianlage, an der Erhaltung ein öffentliches Interesse besteht. | 1791                    | 10.09.1998       | 124             |
| Winkelhofanlage                     | Winkelhofanlage                        | Wollersheim Zehnthofstraße 67 Karte                        | Bei dem Objekt handelt es sich um eine Winkelhofanlage mit kleinerem Schuppenanbau aus dem 17./18. Jahrh. Das zur Straßenseite hin gelegene Fachwerkwohnhaus in traufenständiger Anordnung ist zweigeschossig in Geschossbauweise errichtet. Seine Fenster (Sprossen) sind nur unwesentlich vergrößert. Es wird durch ein Satteldach geschützt. Die Wirtschaftsgebäude sind in Bruchstein mit Eckquaderung erbaut worden. Auch sie sind mit Satteldächern versehen. Im Innenhof sind schon moderne Änderungen vorhanden, die das Objekt jedoch unwesentlich beeinträchtigen. Der Überlieferung nach war es wohl das erste Haus in diesem Bereich der Zehnthofstraße. Aufgrund dessen ist es von wichtiger Bedeutung für die Ortsgeschichte von Wollersheim, weil es genaue Rückschlüsse auf die damalige Siedlungsstruktur des Ortes zulässt. | 17. – 18. Jh.           | 13.06.1988       | 082             |
| Kath. Pfarrkirche Hl. Kreuz         | Kath. Pfarrkirche Hl. Kreuz            | Wollersheim Zehnthofstraße/Bachstraße Karte                | Die kath. Pfarrkirche Hl. Kreuz, die durch den bekannten Architekten August Rincklake erbaut wurde, ist inschriftlich datiert mit 1902. Die dreischiffige Hallenkirche mit integriertem Westturm und eingezogenem Chor mit 5/8-Schluss und eingebauter Sakristei wurde in Feldbrandziegeln mit Werksteingliederungen errichtet. Zu den Details zählen knappe Strebepfeiler am Langhaus, 4 große, 3-bahnige Spitzbogenfenster, Maßwerk aus Tuff u. moderne Verglasung, Eingang in der 1. Fensterachse auf der Südseite, rechteckiger Sturz mit Spitzbogenfries, kleine moderne Freitreppe, Bau im Anklang an norddeutsche Backstein-Gotik mit hoher, spitzbogiger Mittelblende, darin eingesenkt ehem. heute vermauerte Fenster, darunter 3 spitzbogige Portale. Die Gliederungen des Turmunterbaues mit hohen, schmalen Blendnischen, Turmobergeschoss mit Blendnischen u. hohen Schallarkaden. Ferner kleine viereckige Eckaufsätze mit Zeltdach, Turm m. Giebeln und hohem Helm; Turmgrundriss querrechteckig. Im Turm befindet sich eine alte Bronzeglocke aus dem Jahre 1877, die als fest installiertes Detail zur Kirche gehört. | 1902                    | 27.03.1992       | 110             |
| Bruchsteinhaus                      | Bruchsteinhaus                         | Wollersheim Zehthofstraße 56 Karte                         | Bei dem Objekt handelt es sich um ein 2-geschossiges geschlämmtes Bruchsteinhaus, das Ende des 18. Jahrhunderts erbaut wurde. Das Haus ist traufenständig zu drei Achsen mit Eingang in der Mittelachse, die Tür doppelflügelig mit Oberlicht, E. 19. Jahrhundert; Rotsandsteingewände stark überarbeitet; Giebelseite zu 3 Achsen mit teilweise älteren Gewänden; Mansarddach mit Krüppelwalm. | 18. Jh.                 | 04.08.1986       | 057             |
| Bruchsteinhaus                      | Bruchsteinhaus                         | Wollersheim Zuckerstraße 1 Karte                           | Es handelt sich um ein zweigeschossiges Bruchsteinhaus mit Datierung 1842 in den Mauerankern. Der Wohnteil zu 5 Achsen steht traufenständig zur Straße. Sein Eingang mit neuer Tür liegt in der Mittelachse, Werksteingewände. An der rechten Haushälfte ehemals eine korbbogige Toreinfahrt, mit Bruchstein zugesetzt, darüber zwei Fenster. Das Objekt wird durch ein Satteldach geschützt. | 1842                    | 13.06.1988       | 083             |
| Bruchsteinernes Wohnhaus            | Bruchsteinernes Wohnhaus               | Zerkall Gut Laach Karte                                    | Es handelt sich um eine kleine Gutsanlage aus dem 17. Jahrhundert. Das Wohnhaus liegt auf der Rückseite des Wirtschaftshofes und der zweigeschossige Breitbau aus Sandstein mit Krüppelwalmdach, Türen und Fenster mit Sandsteingewänden, die vergittert sind, wird durch Wirtschaftsgebäude auf beiden Seiten des Hofes, allerdings modern flankiert. Die Haustür des Wohnhauses stammt aus dem 18. Jahrhundert. Um die Anlage findet man Reste eines Grabens. | 17. Jh.                 | 17.10.1990       | 095             |
| Fachwerkgehöft                      | Fachwerkgehöft                         | Schmidt Monschauer Straße 38 Karte                         | Bei dem Haus handelt es sich um ein Wohn-Stall-Gehöft aus Fachwerk aus dem 17. Jahrhundert in 1 ½ geschossiger Bauweise. Sein Stil ist typisch für diese Eifelgegend. Am Giebel des Hauses ist das Dach einhüftig tiefer herangezogen, die Giebelfront wurde im 19. Jahrhundert in Bruchstein erneuert. Die hofseitige Trauffront weist Zapfenschlosser auf. Die Fensteröffnungen des 17. Jahrhunderts sind teilweise noch erkennbar. Rückwärtig liegt ein Wirtschaftsteil mit großem Einfahrtstor. Vermutlich zugehörig: Türsturz in Zweitverwendung am Hause Nr. 40 mit Datierung 1668, 1925 in diesen Bau eingefügt. Das Objekt ist wegen seines für Schmidt charakteristischen Fachwerks als Zeugnis für die bauliche Entwicklung Schmidts von städtebaulicher aber auch volkskundlicher Bedeutung. | 17. Jh.                 | 01.03.1989       | 085             |